# Puntate di Affari a quattro ruote
Questa pagina contiene la lista delle puntate del programma televisivo Affari a quattro ruote trasmesse da Discovery Real Time dal 2003 al 2010 e da Discovery Channel dal 2011.
| Stagione                 | Episodi | Prima TV UK | Prima TV Italia |
| ------------------------ | ------- | ----------- | --------------- |
| Prima stagione           | 12      | 2003        | 2017            |
| Seconda stagione         | 12      | 2004        | 2018            |
| Terza stagione           | 12      | 2005        | 2016            |
| Quarta stagione          | 12      | 2006        | 2017            |
| Quinta stagione          | 12      | 2008        | 2017            |
| Sesta stagione           | 20      | 2009        | 2017            |
| Settima stagione         | 10      | 2010        | 2017            |
| Ottava stagione          | 10      | 2011        | 2017            |
| Nona stagione            | 15      | 2012        | 2012            |
| Decima stagione          | 12      | 2013        | 2013            |
| Undicesima stagione      | 14      | 2014        | 2014            |
| Dodicesima stagione      | 18      | 2015        | 2016            |
| Tredicesima stagione     | 16      | 2016-2017   | 2017            |
| Quattordicesima stagione | 16      | 2017-2018   | 2018-2019       |
| Quindicesima stagione    | 24      | 2018-2019   | 2018-2019       |
| Sedicesima stagione      | 14      | 2020-2021   | 2020-2021       |
| Diciassettesima stagione | 20      | 2021        | 2021-2022       |
| Diciottesima stagione    | 20      | 2023        | 2023-2024       |

## Prima stagione (2003)
| Num.  | Auto                    | Budget | Prezzo d'acquisto | Costo finale del restauro | Interventi eseguiti | Prezzo di vendita | Profitto/Perdita | Prima TV UK      |
| ----- | ----------------------- | ------ | ----------------- | ------------------------- | --- | ----------------- | ---------------- | ---------------- |
| 1/2   | Porsche 924             | 1000 £ | 700 £             | 1010 £                    | Sostituiti pomello cambio, leva del freno a mano, porta e specchietto esterno, ammaccatura ribattuta e stuccata, cerchioni riverniciati, sistemato scarico mal fissato, piccolo tagliando (olio, filtri, candele).                                                                      | 1500 £            | + 490 £          | 7 ottobre 2003   |
| 3/4   | Saab 900 Turbo          | 1000 £ | 600 £             | 1035 £                    | Interni di panno beige sostituiti con sedili in pelle nera, installati nuovi dischi e pastiglie, motorino alzavetro e terminale di scarico, piccolo tagliando. | 1200 £            | + 165 £          | 14 ottobre 2003  |
| 5/6   | Volkswagen Golf Mk1 GTI | 1000 £ | 650 £             | 1165 £                    | Sostituiti pompa dei freni, leveraggi del cambio e contagiri, installati strumenti supplementari, ripristinato il "look GTI" (modanature, cerchi originali Pirelli e filetto rosso della mascherina).                                                                                   | 1550 £            | + 385 £          | 21 ottobre 2003  |
| 7/8   | Austin Mini Mk1         | 1000 £ | 300 £             | 1100 £                    | Sostituiti e saldati lamierati danneggiati dalla ruggine. Il veicolo è stato carteggiato, stuccato e preparato per una riverniciatura totale (eseguita in una carrozzeria). Sostituiti paraurti, cavi candele e bobina, motore ripitturato.                                             | 1300 £            | + 200 £          | 28 ottobre 2003  |
| 9/10  | Mercedes-Benz W123 230E | 1000 £ | 400 £             | 977 £                     | Sostituiti scatola guida, parabrezza e fusibile del tettuccio apribile. Il parafango destro danneggiato è stato sostituito e riverniciato. | 1500 £            | + 523 £          | 4 novembre 2003  |
| 11/12 | Ford Capri Laser 1.6    | 1000 £ | 400 £             | 945 £                     | Sostituiti silent-blocks delle sospensioni anteriori, guarnizioni di scarico, paraurti anteriore e fari antinebbia. I parafanghi anteriori sono stati sostituiti e riverniciati in maniera imperfetta, cosa che ha avuto effetto sulla vendita portando alla prima perdita nella serie. | 700 £             | - 245 £          | 11 novembre 2003 |
|       | Totale                  | 6000 £ | 3050 £            | 6232 £                    | | 7750 £            | 1518 £           |                  |

## Seconda stagione (2004)
| Num.  | Auto                 | Budget  | Prezzo d'acquisto | Costo finale del restauro | Interventi eseguiti | Prezzo di vendita | Profitto/Perdita | Prima TV UK      |
| ----- | -------------------- | ------- | ----------------- | ------------------------- | --- | ----------------- | ---------------- | ---------------- |
| 1/2   | Toyota MR2 MKI       | 2000 £  | 500 £             | 1278 £                    | Sostituiti blocchetto d'accensione e serratura baule, alternatore, parafango sinistro, parabrezza, terminalino di scarico, modanature porta e pneumatici, rimozione ruggine e riverniciatura del passaruota posteriore sinistro, lucidatura carrozzeria e cerchi, acquistato un cerchio in lega mancante, piccolo tagliando.                                                                                   | 1900 £            | + 622 £          | 10 febbraio 2004 |
| 3/4   | Peugeot 205 GTi 1.9  | 2000 £  | 1000 £            | 1653 £                    | Sostituiti leveraggi del cambio, scarico, modanature, cinghia distribuzione, pompa dell'acqua, pomello del cambio, tappo del serbatoio e cappelliera. Ripristinata la corretta altezza da terra al posteriore, rimpiazzato il volante aftermarket con uno originale, installata radio con lettore CD. | 2200 £            | + 547 £          | 17 febbraio 2004 |
| 5/6   | Suzuki SJ410         | 2000 £  | 250 £             | 1270 £                    | Veicolo riverniciato in nero, installate sospensioni rialzate e ruote maggiorate, sostituito il motore con uno usato, montato Roll-bar. A causa della ruggine il veicolo non ha superato la revisione ed è stato venduto per utilizzo in area privata. Seconda vendita in perdita della serie. | 500 £             | - 770 £          | 24 febbraio 2004 |
| 7/8   | BMW E30 325i Touring | 2000 £  | 950 £             | 1792,50 £                 | Nuovo scarico, filtro aria sportivo, pompa frizione e fendinebbia. Sostituito il liquido del servosterzo. Sostituito il cofano, modanature paraurti, cuffia leva del cambio, loghi ruote. | 1900 £            | + 107,50 £       | 2 marzo 2004     |
| 9/10  | MG B GT              | 2000 £  | 1000 £            | 2600 £                    | Riparati diversi punti di ruggine prima della riverniciatura in "Flame Red" dall'originale arancione. I sedili hanno ricevuto un kit di nuove imbottiture e fodere nere. I cerchi arrugginiti sono stati sostituiti con 4 cerchi rigenerati di rotazione, cromature lucidate. | 2850 £            | + 250 £          | 9 marzo 2004     |
| 11/12 | Beach Buggy          | 2000 £  | 200 £             | 3700 £                    | Carrozzeria completamente smontata fino al telaio per installare una carrozzeria da Dune Buggy, motore pulito e regolazione valvole, dinamo rimpiazzata da un alternatore, installato nuovo sistema di scarico insieme a parti motore cromate, telaio rugginoso sostituito con uno nuovo a passo più corto, freni anteriori a tamburo rimpiazzati da freni a disco, nuovi cerchi in lega con gomme maggiorate. | 3900 £            | + 200 £          | 16 marzo 2004    |
|       | Totale               | 12000 £ | 3900 £            | 12293,5 £                 | | 1325 £            | 9565 £           |                  |

## Terza stagione (2005)
| Num.  | Auto                               | Budget  | Prezzo d'acquisto | Costo finale del restauro | Interventi eseguiti | Prezzo di vendita          | Profitto/Perdita | Prima TV UK       |
| ----- | ---------------------------------- | ------- | ----------------- | ------------------------- | --- | -------------------------- | ---------------- | ----------------- |
| 1/2   | Volkswagen Transporter T25         | 3000 £  | 1100 £            | 3825 £                    | Riparata porta laterale scorrevole e installato un finestrino, sospensioni abbassate, installati vari accessori interni da camper tra cui un letto pieghevole e moquette simil-erba, carrozzeria ricoperta in vinile, interno verniciato in azzurro, montati nuovi copricerchi e un nuovo scarico. Terza vendita in perdita della serie.                                           | 1500 £ (Acquistato da Edd) | - 2325 £         | 23 agosto 2005    |
| 3/4   | Lancia Delta Integrale 8v          | 3000 £  | 2300 £            | 3087 £                    | Sostituiti dischi freno anteriori, silent block sospensioni anteriori, testine di sterzo, batteria, alternatore, radiatore, griglia, copripedali, specchi, tappetini e loghi sui cerchi. Il pomello del cambio aftermarket è stato rimpiazzato con uno originale. Lucidatura carrozzeria e piccolo tagliando.                                                                      | 3800 £                     | + 713 £          | 30 agosto 2005    |
| 5/6   | Mercedes-Benz 190E 2.3-16 Cosworth | 3000 £  | 2700 £            | 3585 £                    | Sospensioni idrauliche difettose sostituite con un kit sportivo tradizionale, sostituito lo scarico, cambiati gli pneumatici e installata una radio con lettore CD al posto di quella originale a cassette. Quarta vendita in perdita della serie. | 3500 £                     | - 85 £           | 6 settembre 2005  |
| 7/8   | Range Rover Series I               | 3000 £  | 1600 £            | 2035 £                    | Sostituiti porta posteriore, portellone e tappezzeria interno tetto. Cambiato olio della trasmissione automatica. Il veicolo doveva essere convertito a GPL ma il progetto è stato abbandonato. Quinta e ultima vendita in perdita. (Fino alla Jaguar XK8 della nona stagione, che è stata data in premio a un telespettatore ma la cui sistemazione ha sforato di 75 £ il budget) | 2000 £                     | - 35 £           | 13 settembre 2005 |
| 9/10  | Mazda MX-5 NA                      | 3000 £  | 1600 £            | 2715 £                    | Sostituito tetto apribile e interni rovinati dall'umidità, installati filtro aria sportivo, modanature cromate, barre stabilizzatrici e un nuovo set di cerchi in lega bianchi da 15". Montante del parabrezza corroso riparato e verniciato. | 3600 £                     | + 885 £          | 20 settembre 2005 |
| 11/12 | Porsche 928                        | 3000 £  | 1600 £            | 4950 £                    | Veicolo acquistato non marciante. Riverniciatura completa nel colore originale, sostituiti interruttore luci e pinze freno, riparate ammaccature su portiera e passaruota posteriore. I cerchi BBS non originali sono stati rimpiazzati dagli originali "tele-dial" rigenerati. | 6000 £                     | + 1050 £         | 27 settembre 2005 |
|       | Totale                             | 18000 £ | 10900 £           | 20197 £                   | | 20400 £                    | 203 £            |                   |

## Quarta stagione (2006)
| Num.  | Auto                     | Budget  | Prezzo d'acquisto | Costo finale del restauro | Interventi eseguiti | Prezzo di vendita | Profitto/Perdita | Prima TV UK       |
| ----- | ------------------------ | ------- | ----------------- | ------------------------- | --- | ----------------- | ---------------- | ----------------- |
| 1/2   | Porsche 911 2.7S Targa   | 6000 £  | 5000 £            | 7040 £                    | Veicolo originariamente venduto sul mercato Americano, quindi dotato di paraurti più grandi per rispettare le norme USA, che Edd ha rimpiazzato con quelli europei, più piccoli. Il cambio difettoso è stato sostituito con una unità revisionata, sostituiti anche frizione e specchietto sinistro. Tettuccio asportabile riparato e ricondizionato. Rimosse appariscenti modanature cromate dai parafanghi e riverniciati in nero i coprimozzi. Piccolo tagliando. | 8450 £            | + 1410 £         | 29 agosto 2006    |
| 3/4   | Jeep CJ7                 | 4000 £  | 1100 £            | 3772 £                    | Sostituiti ammortizzatori, balestre, pompa frizione e due pneumatici. Installati nuovi sedili, volante, tettuccio, specchietti e ganci cofano. | 3900 £            | + 128 £          | 5 settembre 2006  |
| 5/6   | Alfa Romeo Spider Veloce | 4000 £  | 2200 £            | 3125 £                    | Modello di importazione Italiana con guida a sinistra. Riparata ruggine sottoscocca saldando una nuova piastra, stuccate ammaccature e riverniciato l'intero frontale. Sostituite connessione del collettore d'aspirazione, installati fari anteriori a norma per il Regno Unito. | 4500 £            | + 1375 £         | 12 settembre 2006 |
| 7/8   | BMW E24 635CSi           | 4000 £  | 2000 £            | 3060 £                    | Sostituiti leveraggi sospensioni anteriori e posteriori, sistema di scarico e guarnizione porta. Installata barra duomi. Un'altra BMW 635 destinata alla demolizione è stata acquistata per 350 £ e ha donato interni in pelle, cerchi in lega originali e pneumatici. | 3700 £            | + 640 £          | 19 settembre 2006 |
| 9/10  | Chevrolet Corvette C4    | 4000 £  | 2100 £            | 3021 £                    | Sostituita strumentazione con una unità revisionata, ripristinato collegamento interrotto nel sistema di fari a scomparsa, sostituito termocomando della ventola radiatore, riverniciati tettuccio asportabile e specchietti esterni, tappezzeria pannelli porte e interno tetto rifatti in tessuto acustico nero. Installato nuovo sistema di scarico e parti cromate nel vano motore. Aria condizionata ricaricata, ruote in lega e carrozzeria lucidate.          | 3800 £            | + 779 £          | 26 settembre 2006 |
| 11/12 | Lexus LS400              | 4000 £  | 1300 £            | 3108 £                    | Sostituiti bracci sospensione anteriore e display del climatizzatore, paraurti posteriore riverniciato. Il veicolo ha ricevuto un facelift consistente in cerchi da 17" della più recente Lexus IS, lampade HID allo xeno, plastiche degli indicatori di direzione trasparenti e un kit vivavoce Bluetooth connesso allo stereo. | 3300 £            | + 192 £          | 3 ottobre 2006    |
|       | Totale                   | 26000 £ | 13700 £           | 23126 £                   | | 27650 £           | 4525 £           |                   |

## Quinta stagione (On the Road) (2008)
| Num.  | Auto                               | Budget  | Prezzo d'acquisto | Costo finale del restauro | Interventi eseguiti | Prezzo di vendita | Profitto/Perdita | Prima TV UK      |
| ----- | ---------------------------------- | ------- | ----------------- | ------------------------- | --- | ----------------- | ---------------- | ---------------- |
| 1/2   | Mercedes-Benz R107 280SL           | 5000 £  | 5400 £            | 6920 £                    | Veicolo acquistato in Germania. Sostituiti pinze e dischi freno, sistema di scarico, capote. Rimpiazzati ruote e volante aftermarket (venduti online per 135 £) con pezzi originali, riparata ruggine sul parafango anteriore e installati fari a norma per il Regno Unito. I costi comprendono 400 £ di costi di viaggio e trasporto.                                         | 7900 £            | + 980 £          | 28 ottobre 2008  |
| 3/4   | Lotus Esprit S3                    | 5000 £  | 3600 £            | 4385 £                    | Il veicolo non aveva superato la revisione per perdite dal collettore di scarico e ammortizzatori difettosi, pezzi quindi sostituiti da Edd insieme alla cinghia di distribuzione. Interni di seconda mano hanno sostituito gli originali danneggiati da infiltrazioni d'acqua a causa del tettuccio aftermarket difettoso (anch'esso sistemato). Piccolo tagliando.           | 6200 £            | + 1815 £         | 4 novembre 2008  |
| 5/6   | Fiat 500                           | 5000 £  | 2300 £            | 5700 £                    | Acquistata in Italia. Riverniciata in bianco con una striscia tricolore in vinile. Il motore, guastatosi durante il viaggio è stato rimpiazzato da un 650 cm³ di origine Fiat 126 revisionato e adattato per la benzina senza piombo, dotato di un cambio sincronizzato. Installati fari adatti per la guida a sinistra. I costi comprendono le spese di viaggio (500 £).      | 6500 £            | + 800 £          | 11 novembre 2008 |
| 7/8   | Land Rover Series III Stage One V8 | 5000 £  | 1000 £            | 2230 £                    | Il precedente proprietario aveva interrotto il restauro dopo una riverniciatura nella tonalità di giallo sbagliata. Installata conversione a GPL, riverniciatura di alcune parti in nero e aggiunta di modanature in alluminio di colore nero. Installati roll-bar e fari supplementari.                                                                                       | 2750 £            | + 520 £          | 18 novembre 2008 |
| 9/10  | Citroën DS                         | 5000 £  | 3800 £            | 5185 £                    | Acquistata in Francia. Sostituito l'accumulatore di pressione delle sospensioni idropneumatiche, specchietto destro, tessuto dei sedili e orologio del cruscotto. Installati fari adatti per la guida a sinistra. | 7000 £            | + 1815 £         | 25 novembre 2008 |
| 11/12 | Bentley Mulsanne Turbo             | 5000 £  | 3250 £            | 6200 £                    | Il progetto originario era di acquistare una Rolls-Royce Silver Shadow ma il veicolo in vendita era troppo danneggiato dalla ruggine sottoscocca. Il venditore ha quindi proposto a Mike l'acquisto della Bentley. Riverniciatura completa in grigio "Storm Grey", sostituiti fari anteriori e griglia radiatore con altre di disegno più moderno, sedili in pelle restaurati. | 8000 £            | + 1800 £         | 2 dicembre 2008  |
|       | Totale                             | 30000 £ | 19350 £           | 30620 £                   | | 38350 £           | 7730 £           |                  |

## Sesta stagione (2009)
| Num.  | Auto                     | Budget  | Prezzo d'acquisto | Costo finale del restauro | Interventi eseguiti | Prezzo di vendita | Profitto/Perdita | Prima TV UK      |
| ----- | ------------------------ | ------- | ----------------- | ------------------------- | --- | ----------------- | ---------------- | ---------------- |
| 1/2   | Triumph Spitfire 1500    | 5000 £  | 2400 £            | 3432 £                    | Testata rifatta e adattata per l'uso della benzina senza piombo, sostituiti ammortizzatori posteriori e differenziale, modanature ricromate, piccolo tagliando. | 4600 £            | + 1168 £         | 5 maggio 2009    |
| 3/4   | Porsche 944 Turbo        | 5000 £  | 2800 £            | 5660 £                    | Macchina adattata per poter essere usata anche in pista. Rimossa tappezzeria interna, installati rollbar, pastiglie freni e sospensioni sportive, sedili sportivi Sparco con cinture a quattro punti. Centralina rimappata da 235 CV a 260 cv. Aggiunto un secondo set di ruote con pneumatici sportivi per l'uso in circuito. | 6650 £            | + 990 £          | 12 maggio 2009   |
| 5/6   | Audi Quattro             | 5000 £  | 3800 £            | 4568 £                    | Sedili rifoderati, installato nuovo serbatoio fluido frizione, paraurti stuccati e riverniciati, sostituito cuscinetto ruota posteriore. | 5450 £            | + 882 £          | 19 maggio 2009   |
| 7/8   | Volkswagen Beetle        | 5000 £  | 1600 £            | 4809 £                    | Freni controllati e regolati, installati nuovi paraurti e coprimozzi cromati. Saldato nuovo fondo portabagagli anteriore, motore non riparabile sostituito da uno revisionato. Il veicolo, di colore blu scuro al momento dell'acquisto, necessitava di una riverniciatura. Durante la preparazione si è scoperto che il colore originale era azzurro "Gulf Blue". È stato quindi deciso di ripristinare la tinta originale.             | 6600 £            | + 1791 £         | 26 maggio 2009   |
| 9/10  | Jaguar XJS               | 5000 £  | 1000 £            | 1691 £                    | Sostituiti supporto cambio, parapolvere dei bracci di sterzo, cofano, tappezzeria interna del tetto, olio e filtro della trasmissione automatica. Riparato artigianalmente parte dell'interno in radica. Grigliatura cofano e mascherina anteriore riverniciate. | 2450 £            | + 759 £          | 2 giugno 2009    |
| 11/12 | Ferrari Dino 308 GT4     | 10000 £ | 8750 £            | 11880 £                   | Diverse ammaccature riparate e stuccate, il pannello inferiore del frontale, di materiale plastico, era danneggiato in diversi punti ed è stato riparato usando fibra di vetro. Sostituito collettore di scarico. Eseguita riverniciatura completa del veicolo e dei cerchioni. | 13000 £           | + 1120 £         | 20 ottobre 2009  |
| 13/14 | Mini City 1000           | 5000 £  | 700 £             | 2290 £                    | Sostituito trapezio posteriore e cavo starter. Quadro strumenti di un modello successivo sostituito con il classico modello montato a centro plancia. Installati nuovi interni sportivi neri, cerchi in lega dorati, parti motore cromate. Eseguita ricopertura (wrapping) del veicolo in nero fibra di carbonio con strisce bianche sul cofano e Union Jack sul tetto. Venduta a una manifestazione per celebrare i 50 anni della Mini. | 2600 £            | + 310 £          | 27 ottobre 2009  |
| 15/16 | TVR S2                   | 5000 £  | 2550 £            | 3040 £                    | Sostituiti servofreno e testine di sterzo, radiatore revisionato, piccole riparazioni dell'impianto elettrico, sedili anteriori riparati, lubrificate le guide dei vetri anteriori. | 4250 £            | + 1210 £         | 3 novembre 2009  |
| 17/18 | Land Rover Discovery TDI | 5000 £  | 1500 £            | 2731 £                    | Sostituito servosterzo, installati portapacchi, scaletta posteriore, Snorkel, protezioni per il motore e il differenziale, protezioni fari e fari supplementari. | 3000 £            | + 269 £          | 10 novembre 2009 |
| 19/20 | BMW M3 E36 Cabrio        | 5000 £  | 4500 £            | 5580 £                    | Sostituiti cambio e interni completi, riparato sistema d'allarme, cerchi riparati e riverniciati. | 5950 £            | + 370 £          | 17 novembre 2009 |
|       | Totale                   | 55000 £ | 29600 £           | 45861 £                   | | 54550 £           | 8869 £           |                  |

## Settima stagione (2010)
| Num. | Auto                             | Budget  | Prezzo d'acquisto | Costo finale del restauro | Interventi eseguiti | Prezzo di vendita | Profitto/Perdita | Prima TV UK     |
| ---- | -------------------------------- | ------- | ----------------- | ------------------------- | --- | ----------------- | ---------------- | --------------- |
| 1    | Jensen Interceptor III           | 5000 £  | 5000 £            | 5430 £                    | Ruggine sul fondo eliminata tagliando il pannello del pavimento lato passeggero e saldandone uno nuovo, sostituito pompa freno e scatola sterzo, interni in pelle restaurati, cerchi lucidati. Non è stata ripristinata l'aria condizionata a causa del costo eccessivo. | 6500 £            | + 1070 £         | 4 maggio 2010   |
| 2    | Ford Sierra Sapphire RS Cosworth | 5000 £  | 4100 £            | 5920 £                    | Cambio revisionato, sostituiti frizione, guarnizioni e guidavalvole della testata. Interni completi danneggiati rimpiazzati con parti di seconda mano, paraurti stuccato e riverniciato. Il veicolo montava i cerchi in lega della Escort Cosworth che sono stati sostituiti con gli originali. | 6200 £            | + 280 £          | 11 maggio 2010  |
| 3    | Volkswagen Type 2 T2             | 5000 £  | 2500 £            | 8465 £                    | Sostituiti portellone e portiera lato conducente, riverniciatura completa in arancio metallizzato, motore revisionato e portato a 1641 cm³. Montato nuovo scarico e carburatori maggiorati. Installati nuovi cerchi in lega, pannelli porta e tappezzeria. I sedili anteriori della Sierra Cosworth della puntata precedente (rifoderati utilizzando la pelle del sedile posteriore) sono stati montati al posto degli originali. | 9450 £            | + 985 £          | 18 maggio 2010  |
| 4    | BMW 840Ci                        | 5000 £  | 3500 £            | 5040 £                    | Paraurti anteriore e porta conducente riparati e riverniciati, sostituito radiatore del cambio automatico e ventola di raffreddamento, aria condizionata ricaricata. Sostituito parabrezza (compreso nell'acquisto), cerchi rigenerati e lucidatura carrozzeria. | 5750 £            | + 710 £          | 25 maggio 2010  |
| 5    | Triumph Stag                     | 5000 £  | 3400 £            | 4529 £                    | Sostituito guarnizioni coperchi valvole, guarnizione del differenziale, capote e paraurti anteriore. Installato nuovo radiatore maggiorato, cromature lucidate. | 5500 £            | + 971 £          | 1º giugno 2010  |
| 6    | Bond Bug                         | 5000 £  | 2500 £            | 3261 £                    | Sostituiti cambio, guarnizioni dei freni, paraolio semiassi e tetto in vetroresina. | 5550 £            | + 2289 £         | 12 ottobre 2010 |
| 7    | Volvo P1800                      | 5000 £  | 5000 £            | 5795 £                    | Sostituito indicatore carburante, serbatoio e sensore livello, ammortizzatori anteriori e coperchio valvole. Traversa telaio raddrizzata e riverniciata. Testata revisionata e adattata per l'uso della benzina senza piombo. | 8350 £            | + 2555 £         | 19 ottobre 2010 |
| 8    | Land Rover Defender              | 5000 £  | 3000 £            | 5677 £                    | Il precedente proprietario aveva sostituito il motore diesel con un Rover V8 a benzina, che è stato reso più performante da Edd installando un nuovo albero a camme. Sostituito porta lato passeggero, portellone posteriore, sedili, mascherina del radiatore, paraurti e volante. Installati finestrini posteriori e cerchi in lega. Riverniciatura in grigio canna di fucile metallizzato.                                     | 6000 £            | + 323 £          | 26 ottobre 2010 |
| 9    | Subaru Impreza WRX               | 5000 £  | 3250 £            | 5255 £                    | Sostituito frizione e freni con parti maggiorate, installato filtro aria e scarico sportivi, centralina rimappata a 243 cv. Sostituiti i cerchi in lega con altri di diametro maggiore (necessari par accogliere i nuovi freni) e aggiunta una doppia striscia in vinile nero sulla carrozzeria. | 5400 £            | + 145 £          | 2 novembre 2010 |
| 10   | Lotus Elan S3                    | 5000 £  | 8500 £            | 11685 £                   | Veicolo dotato di motore portato a 1700 cm³ dal precedente proprietario. Installato sistema di scarico in acciaio inox, nuove testine di sterzo e semiassi di nuova concezione. Cerchi rigenerati, riverniciatura completa. | 16700 £           | + 5015 £         | 9 novembre 2010 |
|      | Totale                           | 50000 £ | 40750 £           | 61057 £                   | | 75400 £           | 14343 £          |                 |

## Ottava stagione (2011)
| Num. | Auto                           | Budget  | Prezzo d'acquisto | Costo finale del restauro | Interventi eseguiti | Prezzo di vendita | Profitto/Perdita | Prima TV UK      |
| ---- | ------------------------------ | ------- | ----------------- | ------------------------- | --- | ----------------- | ---------------- | ---------------- |
| 1    | Jaguar E-Type Series 3         | 15000 £ | 13250 £           | 16090 £                   | Sostituiti pannelli del frontale, sistema di scarico e paraolio del differenziale, cerchi a raggi riparati e lucidati, pannelli porta e tappetini sostituiti, sedili restaurati e riverniciatura parziale. | 18500 £           | + 2410 £         | 5 aprile 2011    |
| 2    | Mini Moke                      | 7000 £  | 5800 £            | 7080 £                    | Sostituito radiatore e installata una moderna elettroventola al posto di quella meccanica. Sospensioni modificate installando molle realizzate appositamente al posto degli elementi in gomma. Punti di ruggine riparati. Montati nuovi sedili e capote. | 7200 £            | + 120 £          | 12 aprile 2011   |
| 3    | Range Rover P38                | 3000 £  | 2100,36 £         | 3042 £                    | Sostituiti compressore delle sospensioni, silent-block della barra stabilizzatrice anteriore, mascherina, faro anteriore, alzavetro lato conducente, centralina del sistema di navigazione. Installati fendinebbia e pellicole oscuranti sui vetri posteriori. | 3500 £            | + 458 £          | 19 aprile 2011   |
| 4    | Austin-Healey "Frogeye" Sprite | 5000 £  | 4500 £            | 7475 £                    | Riverniciatura completa in "Iris Blue" dal Rosso originario. Installati freni a disco anteriori provenienti da una MG Midget. Cromature lucidate. Installati nuovi cerchi in lega e fodere sedili. | 8600 £            | + 1125 £         | 26 aprile 2011   |
| 5    | Saab 9-3 Turbo Convertible     | 3000 £  | 2400 £            | 3350 £                    | Sostituiti turbocompressore, bobine, candele, faro anteriore, blocchetto di accensione, antenna radio, pomello cambio e logo sul cofano. Sistemate piccole ammaccature, installata staffa di rinforzo sul piantone di sterzo. | 3750 £            | + 400 £          | 3 maggio 2011    |
| 6    | Dodge Charger                  | 15000 £ | 14000 £           | 18160 £                   | Acquistata in Texas. Sostituiti i cuscinetti delle ruote anteriori, leveraggi del cambio, pompa del servosterzo e motorino dei fari a scomparsa. Attacchi delle sospensioni posteriori aftermarket rimpiazzati dagli originali. Edd ha deciso di rendere omaggio alla serie televisiva Hazzard installando un clacson che intona le prime note della canzone popolare Dixie, come quello presente sul Generale Lee. I costi comprendono 2627 £ per spedizione e tasse, 1000 £ per spese di viaggio.                            | 20000 £           | + 1840 £         | 4 ottobre 2011   |
| 7    | DeLorean DMC-12                | 10000 £ | 9650 £            | 14715 £                   | Acquistata in California. Riparate piccole ammaccature, portellone in vetroresina riparato, sostituite fodere sedili, cuffia della leva cambio, plancia strumenti, paraolio del cambio, motorini alzavetro e lente del faro posteriore sinistro. Restaurati cerchi in lega. I costi comprendono 2500 £ per spedizione e tasse, 1000 £ per spese di viaggio. | 20500 £           | + 5785 £         | 11 ottobre 2011  |
| 8    | Chevrolet 3100                 | 10000 £ | 5400 £            | 10993 £                   | Acquistato in California. Potenziato il motore installando un nuovo collettore di aspirazione a doppio carburatore, vano motore verniciato in tinta carrozzeria, sostituiti i pannelli in legno del cassone, installati pannelli fonoassorbenti nella cabina, sostituita la griglia radiatore bianca con una cromata, montati nuovi cerchi. I costi comprendono 2250 £ per spedizione e tasse, 1000 £ per spese di viaggio. | 13600 £           | + 2607 £         | 18 ottobre 2011  |
| 9    | Volkswagen Karmann Ghia        | 10000 £ | 6000 £            | 10450 £                   | Acquistata in Idaho. Cambio revisionato, vano motore pulito e installati pannelli fonoassorbenti, riparata apertura realizzata nel bagagliaio dove precedentemente era installato un riscaldamento ausiliario, installati nuovi pannelli cruscotto, pannelli porta e tappetini, riverniciatura parziale, modanature ripristinate. I costi comprendono 2050 £ per spedizione e tasse, 1000 £ per spese di viaggio. | 11500 £           | + 1050 £         | 25 ottobre 2011  |
| 10   | 1957 Chevrolet 210 "Bel Air"   | 10000 £ | 4000 £            | 13504 £                   | Acquistata in Florida. In realtà il veicolo è una Chevrolet 210 (modello con un allestimento intermedio) su cui erano state montate le modanature laterali della Bel Air. Riverniciata dall'originario azzurro/bianco in Giallo Ferrari/bianco; installati nuovo carburatore, filtro aria, paraurti, griglia, cerchi in lega e diverse modanature cromate interne ed esterne. Gli interni necessitavano solamente di una pulizia approfondita. I costi comprendono 2155 £ per spedizione e tasse, 1000 £ per spese di viaggio. | 16000 £           | + 2496 £         | 1º novembre 2011 |
|      | Totale                         | 83000 £ | 68050 £           | 104859 £                  | | 123150 £          | 18291 £          |                  |

## Nona stagione (2012)
| Num. | Auto                         | Budget   | Prezzo d'acquisto | Costo finale del restauro | Interventi eseguiti | Prezzo di vendita | Profitto/Perdita | Prima TV UK       |
| ---- | ---------------------------- | -------- | ----------------- | ------------------------- | --- | ----------------- | ---------------- | ----------------- |
| 1    | Fiat Dino Coupe 2400         | 15000 £  | 12500 £           | 14480 £                   | Acquistata in Italia. Secondo il venditore il veicolo è stato sequestrato nel 1970 ed è rimasto in un deposito giudiziario fino al 2004. Spinterogeno completamente revisionato, installate nuove testine di sterzo, piccole ammaccature riparate e riverniciate, cerchi rigenerati. La moquette (originale) arancione dell'interno è stata sostituita da una nera realizzata su misura. Parte del cruscotto rivestito in finta pelle nera. I costi comprendono 530 £ per spese di viaggio e un credito di 200 £ dalla vendita della moquette originale.                                                                                 | 15500 £           | + 1020 £         | 20 marzo 2012     |
| 2    | Morgan +4                    | 15000 £  | 13000 £           | 14600 £                   | Il telaio, troppo danneggiato dalla ruggine è stato completamente sostituito. Installati nuovi pannelli in legno, installate sospensioni, freni e parti dello sterzo del modello 2013. | 21000 £           | + 6400 £         | 27 marzo 2012     |
| 3    | BMW M5                       | 5000 £   | 4000 £            | 5770 £                    | Sostituiti duomi delle sospensioni e cuscinetti dell'alternatore. Installati fari anteriori "Angel eyes" e fari posteriori del modello del 2001, sostituiti specchietti retrovisori interno ed esterno sinistro, cofano riparato e riverniciato, installato pannello fonoassorbente (mancante al momento dell'acquisto) nel vano motore, nuovo filtro aria, cerchi rigenerati e verniciati in grigio canna di fucile. | 6500 £            | + 730 £          | 3 aprile 2012     |
| 4    | Renault Alpine A310          | 10000 £  | 12000 £           | 13500 £                   | Acquistata in Francia. Sostituiti pompa acqua (il cui malfunzionamento aveva causato un surriscaldamento durante il viaggio di ritorno) e i cuscinetti posteriori. Potenziato il motore installando un collettore di aspirazione realizzato su misura che ha permesso di montare un carburatore Holley quadricorpo e un nuovo filtro dell'aria. Riparati fari abbaglianti non funzionanti, coprimozzi riverniciati. Venduta con difficoltà e allo stesso costo del restauro causa crollo mercato per questi esemplari. | 13500 £           | + 0 £            | 10 aprile 2012    |
| 5    | Porsche 914                  | 5000 £   | 4000 £            | 5310 £                    | Sostituito meccanismo termostatico dello starter automatico, radiatore olio, spinterogeno e cavi candele, guarnizioni iniettori. Convogliatori di aria calda nel vano motore puliti e riverniciati. Cerchi in lega lucidati professionalmente, tettuccio asportabile riverniciato, sostituito vinile sul montante. Carrozzeria lucidata, tappezzeria interna lavata, sedili rifoderati. Il venditore aveva chiesto di poter vedere il risultato finale e ne è talmente rimasto impressionato da riacquistare il veicolo a 4250 £ in più rispetto al prezzo di vendita.                                                                   | 8250 £            | + 2940 £         | 17 aprile 2012    |
| 6    | Mercedes-Benz Classe G       | 10000 £  | 9500 £            | 11463 £                   | Sostituiti paraoli del sensore tachimetro, manicotto del radiatore e volante. Console centrale del cruscotto graffiata è stata carteggiata e rilaccata, vano motore lavato, eliminata ruggine dal vano batteria, coperchio valvole pulito e lucidato, griglia radiatore sostituita con quella del modello 2012 che è stata verniciata in tinta carrozzeria, così come il nuovo paraurti anteriore, il paraurti posteriore e le cornici dei fari. Luci posteriori rimpiazzate da nuovi fari a led. Sedili anteriori restaurati. Ottenuto un credito di 90 £ vendendo la vecchia griglia e il paraurti danneggiato ma ancora utilizzabile. | 12000 £           | + 537 £          | 24 aprile 2012    |
| 7    | Jaguar XK8                   | 10000 £  | 6000 £            | 10075 £                   | Veicolo acquistato per essere dato in premio a un concorso tenuto tra gli spettatori Britannici. Corpo farfallato sostituito, emissioni ridotte rimuovendo con un nuovo sistema i residui carboniosi da motore e scarico, installate sospensioni sportive e freni del modello XKR, terminali di scarico sostituiti, griglia del frontale cromata rimpiazzata da una verniciata in nero opaco. | 0 £               | - 10075 £        | 1º maggio 2012    |
| 8    | Kitcar Gardner Douglas Cobra | 20000 £  | 17500 £           | 21030 £                   | Mike ha optato per una riproduzione della AC Cobra in quanto il costo di una originale sarebbe stato esorbitante. Sostituiti getti dei carburatori e installazione di uno scarico catalizzato costruito su misura per poter rispettare i limiti delle emissioni e rendere il veicolo legale per l'uso su strada. Per lo stesso motivo installati poggiatesta. Asse posteriore reso più stretto montando semiassi più corti allo scopo di alloggiare nuovi cerchi in lega più larghi. | 23000 £           | + 1970 £         | 18 settembre 2012 |
| 9    | Jaguar Mark II               | 8000 £   | 6800 £            | 7804 £                    | Fumo blu dallo scarico eliminato pulendo il sistema di eliminazione vapori olio del monoblocco, sostituiti pompa e attuatore idraulico della frizione, parti in legno del cruscotto e delle porte, sedili. Un buco nel collettore di scarico ha richiesto solamente una saldatura. | 9000 £            | + 1196 £         | 25 settembre 2012 |
| 10   | Willys MB                    | 10000 £  | 8000 £            | 10862 £                   | Acquistata in California. Pannello pavimento danneggiato dalla ruggine sostituito e riverniciato, installato supporto tanica, tergicristalli manuali e cassetta di pronto soccorso originale della Seconda guerra mondiale. Cambio sostituito con una unità revisionata, nuovi sedili. | 16000 £           | + 5138 £         | 2 ottobre 2012    |
| 11   | Nissan Skyline GTR R33       | 3500 £   | 3000 £            | 3655 £                    | Trasformata in veicolo da Drifting. I cerchi in lega erano parte dell'affare. Riparata ruggine sui duomi sospensione sostituendo la lamiera con quella di un veicolo donatore, intercooler sostituito da una unità maggiorata il cui montaggio ha richiesto modifiche al paraurti anteriore. Installata barra duomi, sostituito spoiler posteriore fisso con uno regolabile, assetto ruote modificato per l'uso in pista. | 4500 £            | + 845 £          | 9 ottobre 2012    |
| 12   | Triumph TR6                  | 7000 £   | 6000 £            | 7050 £                    | Testata revisionata e adattata per l'uso della benzina senza piombo, liquido raffreddamento sostituito con un liquido di nuova concezione non a base di acqua, piccolo foro nel serbatoio benzina riparato, sostituita capote, pompa della benzina Lucas sostituita da una più moderna Bosch, installate nuove imbottiture dei sedili. | 8500 £            | + 1450 £         | 16 ottobre 2012   |
| 13   | BMW Isetta                   | 10000 £  | 6800 £            | 10500 £                   | Sostituito ganasce freno posteriore e tamburo rettificato. Parti in gomma dei leveraggi del cambio sostituite, ruggine e danni sui parafanghi anteriori riparati tagliando le parti danneggiate e saldando nuovi pannelli, riverniciatura da giallo a un bicolore rosso/bianco. Installate nuove guarnizioni dei finestrini, nuovi paraurti cromati, nuovi cerchi anteriori, alloggiamenti fari anteriori cromati. Interni completamente rifatti, plastica del volante restaurata usando gli stampi originali. | 12000 £           | + 1500 £         | 23 ottobre 2012   |
| 14   | Ford Mustang Fastback        | 15000 £  | 13000 £           | 18320 £                   | Acquistata in California. Modifiche del veicolo ispirate alla Mustang presente nel film Bullitt. Parafanghi non originali e ammaccati sostituiti da pezzi originali di seconda mano. Sostituiti trapezi anteriori e freni posteriori. Riparato servosterzo e installate parti del cruscotto della versione deluxe. Installati nuovi cerchi in lega e diverse modanature cromate. Riverniciatura completa in verde scuro. Un pannello in alluminio per il posteriore del veicolo era stato acquistato in America ma si è deciso di lasciare la scelta di installarlo al nuovo proprietario.                                               | 25000 £           | + 6680 £         | 30 ottobre 2012   |
| 15   | Mercedes-Benz SLK            | 2500 £   | 2010 £            | 2995 £                    | Sostituito pompa idraulica e relè del tetto pieghevole. Il compressore volumetrico danneggiato è stato sostituito con uno proveniente da un veicolo incidentato, che ha donato anche Radio con lettore CD, faro anteriore sinistro e cerchi in lega originali. Sostituito pompa freni e sensore del controllo stabilità. Diversi piccoli punti di ruggine e graffi sistemati da uno specialista. | 3650 £            | + 655 £          | 6 novembre 2012   |
|      | Totale                       | 146000 £ | 123610 £          | 157414 £                  | | 178400 £          | 20986 £          |                   |

## Decima stagione (2013)
| Ep. | Auto                            | Budget  | Prezzo d'acquisto | Costo finale del restauro | Interventi eseguiti | Prezzo di vendita | Profitto/Perdita | Prima TV UK       |
| --- | ------------------------------- | ------- | ----------------- | ------------------------- | --- | ----------------- | ---------------- | ----------------- |
| 1   | Aston Martin DB7                | 13000 £ | 12500 £           | 14468 £                   | Sostituito radiatore olio con le relative tubazioni e il collettore di scarico. Griglia anteriore nera rimpiazzata da una cromata, cerchi riverniciati in argento, sostituiti pneumatici anteriori e regolato assetto ruote. Infiltrazioni di acqua risolte individuando il punto di ingresso tramite un generatore di fumo e sistemando le guarnizioni. | 15000 £           | + 532 £          | 19 febbraio 2013  |
| 2   | Ford Escort Mk1                 | 5000 £  | 4500 £            | 8500 £                    | Installate nuove sospensioni con freni a disco anteriori provenienti da una Ford Capri 2.8L, modifica che ha richiesto nuove tubazioni freni e una nuova pompa dei freni servoassistita. Installato differenziale autobloccante e un nuovo parafango. Riverniciatura completa dall'originale marrone in giallo, installate nuove guarnizioni dei finestrini, specchietti cromati, volante sportivo, paraurti anteriore, fari supplementari Lucas degli anni settanta, nuovi pannelli porta, pannello cruscotto e moquette. Sostituiti i sedili anteriori mentre quelli posteriori sono stati rifoderati. Nuovi cerchi sportivi da 13". | 11800 £           | + 3300 £         | 26 febbraio 2013  |
| 3   | Range Rover L322 TD6 Vogue      | 5000 £  | 5250 £            | 9565 £                    | Riverniciatura completa dall'originale nero/blu elettrico in bianco. Cerchi riverniciati in grigio metallizzato. Sostituito il cablaggio iniettori. Le plastiche degli interni che erano state verniciate in blu elettrico sono state ricoperte in "carbon look" da una ditta specializzata. Sostituito compressore delle sospensioni. Sostituiti fari anteriori e posteriori, paraurti e griglia radiatore con parti del modello del 2007. | 10500 £           | + 935 £          | 5 marzo 2013      |
| 4   | Porsche Boxster S               | 5000 £  | 1000 £            | 3540 £                    | Veicolo venduto per uso ricambi a causa di problemi con il cambio e lo scarico. Un cambio dello speciale olio e del filtro ha risolto il problema della trasmissione Tiptronic, dischi freno rettificati e installate nuove pastiglie, sostituiti catalizzatori e terminale di scarico. Installati fari anteriori e posteriori del modello del 2003. Sedili rifoderati con inserti in alcantara, cerchi in lega riverniciati in nero. | 6400 £            | + 2860 £         | 12 marzo 2013     |
| 5   | Morris Minor 1000 Traveller     | 5000 £  | 2450 £            | 6500 £                    | Sostituito telaio e pannelli in legno, parafango posteriore e canaline del tetto. Riverniciatura completa di carrozzeria e motore nel verde originale, nuova tappezzeria degli interni. Sedili e pannelli porta lavati, sostituite guarnizioni coperchio valvole, pannelli di ispezione e collettore. | 8500 £            | + 2000 £         | 19 marzo 2013     |
| 6   | TVR Cerbera                     | 10000 £ | 8000 £            | 12850 £                   | Il telaio e i trapezi, troppo danneggiati dalla ruggine sono stati sostituiti da unità rigenerate che hanno subito un trattamento anticorrosione. Sostituiti ammortizzatori, cuffie parapolvere dei giunti, cinghia servizi e parabrezza. Cerchi in lega riverniciati in nero. | 14000 £           | + 1150 £         | 26 marzo 2013     |
| 7   | Lamborghini Urraco P250S        | 20000 £ | 21500 £           | 27326 £                   | Acquistata in Polonia da un collezionista che non l'ha utilizzata per sei anni. Sostituiti cinghia distribuzione e tenditore, spinterogeno, cavi candele, candele, olio e filtro, pastiglie freno, fluidi di freni e frizione. Installati nuovi disco, spingidisco, pompa e attuatore della frizione il cui condotto idraulico ha dovuto essere realizzato artigianalmente. I carburatori sono stati controllati e regolati da un professionista. | 35000 £           | + 7674 £         | 17 settembre 2013 |
| 8   | Ford Popular 103E Hot rod       | 10000 £ | 6000 £            | 18250 £                   | Hot rod dotata di un motore Edelbrock-Chevrolet 5700 cm³ da circa 300 CV. Installato sospensioni e avantreno provenienti da una Jaguar XJ. Cofano e parafanghi in metallo danneggiati dalla ruggine sostituiti con un frontale completo in fibra di vetro. Fari posteriori e scarichi spostati sui parafanghi posteriori. Veicolo verniciato in tinte metalflake ispirati ai colori di una celebre Ford Popular Hot rod degli anni settanta ("Pinball Wizard"). Installati nuovi coperchi valvole, collettore di scarico, alternatore (cromato), cavi candele, filtro aria "Old Style", fari anteriori e posteriori a led. Nuovi interni (sedili, pelle cruscotto, pannelli porta, moquette) e installati quattro cerchi in lega realizzati appositamente.                                          | 23000 £           | + 4750 £         | 24 settembre 2013 |
| 9   | Chevrolet Corvette C2 Sting Ray | 20000 £ | 18100 £           | 25280 £                   | Acquistata in California. Il precedente proprietario aveva iniziato un restauro che non è stato completato e ha fornito molte parti insieme al veicolo. Sostituito perno e calotta dello spinterogeno, le puntine sono state rimpiazzate da un sistema di accensione elettronica, ripristinata connessione del contagiri. Freno anteriore destro regolato, orologio del cruscotto riparato. La carrozzeria in fibra di vetro è stata carteggiata, riparata con stucco a base di fibra di carbonio e riverniciata nell'originale rosso "Rally Red". Installati nuovi interni e modanature ricromate. È stato necessario sostituire il finestrino in plastica della capote, lavoro effettuato negli USA da esperti. I costi comprendono 3000 £ per spese di spedizione. Maggior profitto della serie. | 45500 £           | + 20220 £        | 1º ottobre 2013   |
| 10  | FSO Syrena                      | N/D     | zł 7 000 (1400 £) | 5454 £                    | Acquistata in Polonia. Sostituita scatola sterzo, per fare ciò è stato necessario saldare il piantone alla nuova unità. Sostituito cilindretto freno, ganasce dei freni (introvabili in Inghilterra) ricostruite, riparati leveraggi del cambio. Per installare un alternatore al posto della dinamo è stato necessario rimuovere il vecchio regolatore di tensione e invertire la polarità delle bobine e della massa. Riverniciatura completa nel bianco/rosso della bandiera Polacca, nuovi pannelli porta in tinta con i sedili, modanature lucidate, parti in plastica nera fatte cromare. | 8000 £            | + 2546 £         | 8 ottobre 2013    |
| 11  | Lotus Elise                     | 10000 £ | 8400 £            | 11550 £                   | Eseguita allargatura e lucidatura dei condotti della testata portando la potenza da 120 a 150 cv, sostituita guarnizione della testata e relativi bulloni, installate sospensioni sportive, fendinebbia del modello 2010, diffusore paraurti posteriore, prese d'aria in carbonio, nuovo logo sul cofano. Riparati alcuni graffi sulla carrozzeria, cerchi in lega riverniciati in nero opaco così come il tappo del serbatoio. | 13250 £           | + 1700 £         | 15 ottobre 2013   |
| 12  | Cadillac de Ville               | N/D     | 5000 $ (3000 £)   | 19550 £                   | Installate sospensioni ad aria, sostituiti parafanghi anteriori, pannelli porta, interno tetto e sedili rifoderati in verde. Ripristinato pannello laterale mancante, riparata ruggine sul pannello posteriore. Riverniciatura completa in verde "mela candita"/bianco, eseguito Pinstriping in foglia d'oro, copricerchi e cruscotto in colore carrozzeria. Paraurti, griglia e modanature cromate lucidate. | 25000 £           | + 5450 £         | 22 ottobre 2013   |
|     | Totale                          |         | 91100 £           | 162833 £                  | | 215950 £          | 53117 £          |                   |

## Undicesima stagione (2014)
| Ep. | Auto                              | Budget         | Prezzo d'acquisto | Costo finale del restauro | Interventi eseguiti | Prezzo di vendita | Profitto/Perdita | Prima TV UK       |
| --- | --------------------------------- | -------------- | ----------------- | ------------------------- | --- | ----------------- | ---------------- | ----------------- |
| 1   | Ford Fiesta XR2                   | 3000 £         | 2000 £            | 2750 £                    | Cambio ricostruito. Leva del cambio accorciata. Sistemate e riverniciate strisce nere laterali. Sostituito il terminale di scarico modificato con uno originale. Sostituite parti degli interni. | 5000 £            | + 2250 £         | 17 marzo 2014     |
| 2   | Porsche 993 Targa                 | 15000 £        | 12000 £           | 17520 £                   | Risolto un problema di performance del motore sostituendo una delle valvole VarioRam. Sospensioni sostituite con unità personalizzate. Riparato il meccanismo di apertura dello spoiler. Sostituiti fari posteriori. lucidatura carrozzeria. Cerchi ruota restaurati. | 19500 £           | + 1980 £         | 24 marzo 2014     |
| 3   | Mazda RX-7                        | 8000 £         | 5000 £            | 8025 £                    | Nuovo radiatore e intercooler. Installata nuova ECU, rimappatura del motore con incremento della potenza da 247cv a 296cv. Riacquistata dalla stessa persona che l'aveva venduta. | 9500 £            | + 1475 £         | 31 marzo 2014     |
| 4   | Citroën 2CV AZLP                  | 6000 £         | 3300 £            | 6300 £                    | Motore ricostruito con nuovi pistoni. Installati nuovi cilindri delle sospensioni. Carrozzeria riverniciata del blu originale. Interni ripristinati con nuove coperture per i sedili e nuovo tettuccio apribile. | 10000 £           | + 3700 £         | 7 aprile 2014     |
| 5   | Maserati 3200 GT                  | 10000 £        | 7000 £            | 8632 £                    | Sostituito il sensore del pedale dell'acceleratore, rimpiazzato il sistema a traccia magnetica con un sistema a contatto magnetico. Pneumatici sostituiti. Sostituito l'airbag lato guidatore. Sostituito cruscotto. | 12300 £           | + 3668 £         | 14 aprile 2014    |
| 6   | Chevrolet Camaro                  | N/A            | 11750 $ (7500 £)  | 14030 £                   | Nuovo filtro dell'olio per la scatola del cambio. Aggiornato il sistema frenante con un servofreno e un nuovo cilindro maestro. Stemmi "SS" camuffati con il colore della carrozzeria. Nuove lenti per i fari e nuovo stereo. | 23000 £           | + 8970 £         | 21 aprile 2014    |
| 7   | Amphicar                          | 20000 £        | 35000 $ (21000 £) | 30600 £                   | Rimosse le precedenti riparazioni in fibra di vetro e eseguite riparazioni della carrozzeria arrugginita. Spostata la pompa di svuotamento nell'alloggiamento corretto. Carrozzeria ridipinta del rosso originale. Modificati i collegamenti elettrici e i tubi del carburante per rendere l'auto idonea alla navigazione. Acquistati dei remi personalizzati per la navigazione a motore spento. | 35200 £           | + 4600 £         | 28 aprile 2014    |
| 8   | Ford Thunderbird                  | 25000 $        | 16000 £           | 25120 £                   | Riparata una perdita nel sistema del servosterzo. Sostituito il sistema di apertura a manovella dei finestrini con un sistema ad apertura elettrica. Inserito il sistema elettrico per la regolazione dei sedili. Ricromati i paraurti anteriore e posteriore. Sostituita la tappezzeria dei sedili con una del colore originale.                                                                 | 33000 £           | + 7880 £         | 1º settembre 2014 |
| 9   | Jaguar XJ-C                       | 11995 £        | 11500 £           | 13190 £                   | Sostituita l'accensione meccanica con una elettronica. Restaurati e rivestiti in ceramica i collettori di scarico crepati. Ricostruita la pompa dell'acqua e riparato il dispositivo di raffreddamento della batteria. | 15000 £           | + 1810 £         | 8 settembre 2014  |
| 10  | Audi TT Mk1                       | 2000 £         | 1500 £            | 2153,5 £                  | Riparato l'innesto delle prime due marce del cambio. Sostituita la frizione. Sostituiti i fari anteriori. Riparato l'alzacristalli lato passeggero. Riparato lo schermo LCD del computer di bordo. | 3650 £            | + 1496,5 £       | 15 settembre 2014 |
| 11  | Volkswagen Type 2 ''Splitscreen'' | 10000 £        | 14000 $ (8950 £)  | 16665 £                   | Sistemato il selettore delle marce. Sostituito integralmente sistema dello sterzo. Cerchi modificati e allargati. Ricromati i paraurti e il logo VW. Interni rimpiazzati con vinile bianco, aggiunti orologio e radio d'epoca. | 25000 £           | + 8335 £         | 22 settembre 2014 |
| 12  | BMW Z1                            | 20000 £        | 14037 £           | 19154 £                   | Sedili in pelle gialla riverniciati di nero. Sostituiti gli scarichi con un sistema personalizzato. Ripristinato il sistema di apertura delle porte. Ridipinti i pannelli della carrozzeria del rosso originale scoperto da Edd sotto la vernice. | 25000 £           | + 5846 £         | 29 settembre 2014 |
| 13  | Darracq                           | Non in vendita | 0 £               | 1517 £                    | L'auto è stata prestata dal museo di auto storiche di Beaulieu per partecipare alla gara da Londra a Brighton alla quale Mike ed Edd hanno partecipato per celebrare il centesimo episodio. Ripristinata la pompa dell'acqua e sostituito il liquido refrigerante. Ripulito il radiatore. Sistemate con metodi artigiani le ruote in legno.                                                       | Non in vendita    | 0 £              | 6 ottobre 2014    |
| 14  | Lincoln Continental               | 10000 £        | 8000 $ (4696 £)   | 13076 £                   | Nuova guarnizione della coppa dell'olio. Nuovi cerchi da 17" a 150 raggi. Sistemato il sistema del vuoto per la chiusura delle sicure delle portiere. Ricromati i paraurti. Riverniciatura totale in color bronzo metallizzato. Rifoderati i sedili in pelle color crema. Sostituito il legno dei pannelli laterali e del cruscotto con parti in alluminio stampate al computer.                  | 15000 £           | + 1924 £         | 13 ottobre 2014   |
|     | Totale                            |                | 114483 £          | 178732,5 £                | | 231150 £          | 53934,5 £        |                   |

## Dodicesima stagione (2015)
| Ep. | Auto                   | Budget   | Prezzo d'acquisto | Costo finale del restauro | Interventi eseguiti | Prezzo di vendita | Profitto/Perdita | Prima TV UK       |
| --- | ---------------------- | -------- | ----------------- | ------------------------- | --- | ----------------- | ---------------- | ----------------- |
| 1   | Pontiac GTO            | 15400 £  | 15400 £           | 17500 £                   | Problema di surriscaldamento risolto installando un nuovo radiatore in alluminio costruito su misura e sostituendo pompa dell'acqua con una ad alte prestazioni ed il termostato. Il climatizzatore era stato smontato e fornito con l'auto ma il compressore ed il condensatore sono stati sostituiti. Scatola dello sterzo rigenerata e riverniciata. Rumore alle sospensioni risolto riavvitando un bullone. Parte iniziale di uno scarico tagliata e saldato al suo posto un nuovo tubo, ciò a corretto anche un'asimmetria nell'altezza degli scarichi. Sostituiti contagiri ed indicatore carburante con delle unità ricostruite.                                            | 19700 £           | +2200 £          | 23 marzo 2015     |
| 2   | Ford F-100             | 3,061 £  | 2,755 £           | 9,296 £                   | Veicolo ridipinto per avere un look da rat road, così come il parasole successivamente acquistato ed i cerchi. Motore potenziato installando un nuovo coperchio testata, un nuovo carburatore, un nuovo filtro dell'aria ed un nuovo scarico. Cambio manuale non sincronizzato a quattro marce sostituito con uno automatico. Riadattata leva del vecchio cambio a tre marce per utilizzare il nuovo cambio. Interni ritapezzati usando vera pelle di vacca. Impianto elettrico portato da 6 V a 12 V. Disegni personalizzati eseguiti sulle portieri e logo in stile rugginoso sui finistrini.                                                                                    | 12,729 £          | +3,433 £         | 30 marzo 2015     |
| 3   | MG A                   | 9,029 £  | 8,427 £           | 16,161 £                  | Perdita d'olio risolta installando un paraolio più moderno che ha però richiesto una modifica della piastra del motore. Ruggine superficiale rimossa dal bagagliaio e pannelli sostituiti. Interni ritappezzati di beige insieme al cruscotto e ai pannelli delle porte. Sostituiti tamburi anteriori, cavi apertura porte, contagiri, tachimetro e volante. Ricromate molte parti del veicolo. Auto riverniciata dell'originale nero. | 22,671 £          | +6,510 £         | 6 aprile 2015     |
| 4   | BMW 2002 tii           | 6,439 £  | 4,990 £           | 13,813 £                  | Veicolo non marciante da 17 anni. Sostituiti batteria, tubi carburante, rotore, carburatore, iniettore, guarnizioni iniettore, candele, cavi, dischi freni, pinze, pastiglie, tamburi, ganasce, cilindro freni, specchietto laterale lato guidatore, stemmi, sedili anteriori e volante. Pompa della benzina rigenerata. Paraurti americani risostituiti con originali europei. Riverniciatura completa. | 23,415 £          | +9,065 £         | 13 aprile 2015    |
| 5   | AMC Pacer              | 3,059 £  | 2,141 £           | 8,096 £                   | Assetto auto abbassato installando delle molle più corte e dei distanziatori per balestre più piccoli. Sostituito cavo indicatore cambio automatico. Riverniciatura di grigio e ricoperta in vinili da un motivo ad esagoni catarifrangenti. Sostituita moquette, fari e cerchi in tema con il rivestimento. (Auto venduta ad un'asta per beneficenza. Sesta vendita in perdita della serie), | 4,989 £           | -3,107 £         | 20 aprile 2015    |
| 6   | Datsun 240Z            | 6,480 £  | 5,508 £           | 7,917 £                   | Cambio automatico sostituito con uno manuale preso da una 280. Ciò ha richiesto l'installazione di una nuova leva del cambio, del pedale del freno e l'installazione del pedale della frizione e del cilindro. Motore potenziato riparallelizzando l'albero a camme, rigenerando i carburatori sostituendo il sistema dei collettori di scarico. Sostituito il coperchio testata. | 11,287 £          | +3,370 £         | 27 aprile 2015    |
| 7   | Volkswagen 181 Thing   | 6,380 £  | 5,104 £           | 8,240 £                   | Sostituiti candele, cavi, interruttore riscaldamento, pompa impianto di riscaldamento e scarica. Sistema di iniezione sostituito con uno elettronico. Sostituiti freni a tamburo anteriori con freni a disco. Riparati pannelli finestrini e sedili. | 10,352 £          | +2,112 £         | 4 maggio 2015     |
| 8   | DeSoto Firedome 8      | 9,599 £  | 7,999 £           | 10,710 £                  | Ricondizionamento testata motore hemi che ne ha permesso l'utilizzo con benzina senza piombo e ne ha ridato la potenza originale con sostituzione valvole. Installato sistema di apertura elettrico a distanza. Ricromati paraurti, cerchi e rifiniture vari. Eliminati oscuramenti sui finestrini. Sostituiti cerchi e batteria con una a 8 V. | 14,811 £          | +3,863 £         | 11 maggio 2015    |
| 9   | Best of USA            | N/D      | N/D               | N/D                       | N/D | N/D               | N/D              | 18 maggio 2015    |
| 10  | Rover P5B              | 5,000 £  | 3,850 £           | 6,212 £                   | Scatola dello sterzo rigenerata. Aggiunto un blocco per impedire danneggiamenti in futuro. Sostituito sistema collettori con uno su misura Sostituita moquette con una rossa su misura. Riparato blocco schienale sedile lato passeggero e ripulitura pelle degli stessi. | 11,500 £          | +5,288 £         | 17 agosto 2015    |
| 11  | Fiat Panda 4x4         | 1,000 £  | 1,331 £           | 1,800 £                   | Veicolo trasformato in un veicolo da fuoristrada. Sostituiti leveraggi e bielle del cambio. Sedili rimpiazzati con i vecchi sedili da gara del T2 Splitscreen con cinture a quattro agganci. Installati paratia proteggi coppa e snorkel. Sostituite gomme con un modello adatto al fuoristrada. Riverniciatura a mano di verde e decalcomania 4x4 arancione aggiunta. | 2500 £            | +700 £           | 24 agosto 2015    |
| 12  | Alfa Romeo Alfasud     | 5,000 £  | 4,830 £           | 5,797 £                   | Sostituite cinghie motore, candele, cavi, spinterogeno, boccole sospensioni posteriori, scarichi, dischi freni anteriori e pastiglie. Eliminata piccola zono con ruggine. Piccolo tagliando. | 6,800 £           | +1,003 £         | 31 agosto 2015    |
| 13  | Caterham 7             | 15,000 £ | 16,500 £          | 20,425 £                  | Motore potenziato rimappando la centralina e portando la potenza a 140 CV. Installato volano più leggero con filtro dell'aria più grande. Rimpiazzato pianale con un modello più profondo e largo. Sostituiti sedili da gara con un modello da strada. Riverniciata di grigio con griglia di verde. Aggiunto spargiicalore sullo scarico e sostituite luci fari con lampade al led. | 22,500 £          | +2,075 £         | 7 settembre 2015  |
| 14  | Ford Escort Mk2 RS2000 | 10,000 £ | 6,750 £           | 12,350 £                  | Veicolo riadattato per il rally. Eliminati tutti i vecchi interni con stereo. Sostituito cambio con uno elicoidali più performante fornito con l'auto. Installati rinforzi strutturali, roll bar, serbatoio a norma, impianto antincendio, poggiapiedi lato navigatore, sedili sportivi, volante da rally, barra duomi e decalcomanie con il logo del programma. Sostituiti gomme e cerchi con modelli da rally e ridipinti interni e vano motore. | 12,999 £          | +649 £           | 14 settembre 2015 |
| 15  | Messerschmitt KR200    | 17,995 £ | 17,000 £          | 22,271 £                  | Motore risistemato pulendo le guide delle luci e risistemando la testata. Sostituiti anche filtro dell'aria e scarico. Sottotetto in pelle sostituito con cupola originale. Sostituiti coprimozzi con modelli su misura. Riverniciata l'auto di rosso con parte inferiore bianca e ricromate molte rifiniture. Installato indicatore frecce d'epoca. Riparato parafango anteriore sinistro. | 25,000 £          | +2,729 £         | 21 settembre 2015 |
| 16  | Citroën HY Van         | 6,000 £  | 4,500 £           | 19,000 £                  | Veicolo riadattato per uso commerciale. Sostituito motore con un 2100 di un Ford Pinto e installato cambio adatto. Eliminati pannelli arrugginiti e riverniciato tutto di bianco. Installato un nuovo impianto elettrico da 240 V con tutti gli accessori correlati. Sedili ritappezzati. Riparate e rinnovate vecchie frecce ad estrazione. | 23,000 £          | +4,000 £         | 28 settembre 2015 |
| 17  | Volkswagen Corrado VR6 | 1,500 £  | 1,200 £           | 2,860 £                   | Sostituita scheda madre pompa AIBS. Sostituiti freni, piastra reggi disco, sensori AIBS, motore tettuccio apribile, sedili, griglia anteriore, tergicristalli, filtro dell'olio e guarnizioni di questo. Logo ricoperto con vinile rosso. Cerchi rigenerati. | 5,500 £           | +2,640 £         | 5 ottobre 2015    |
| 18  | Honda S2000            | 5,000 £  | 3,000 £           | 4,380 £                   | Sostituito sensore ossigeno, paraolio e O-ring del filtro per risolvere il problema al VTEC. L'EPS corroso è stato sostituito. I bracci del motore corrosi sono stati rinnovati con la sabbiatura. Sostituiti, levigate e sbiadite le lenti dei fari. Sostituita pompa lavafari. Rimpiazzato involucro allarme arrugginito e telecamera rinnovata. Sostituiti radio e pomello del cambio con unità di fabbrica. | 7,000 £           | +2,620 £         | 12 ottobre 2015   |
| 19  | Noble M12              | 22,000 £ | 21,500 £          | 24,574 £                  | Turbocompressori gemellati ricondizionati per riparare perdite di olio, intercooler pulito, regolatore di sovralimentazione elettronico installato, ECU rimappato per aumentare la spinta del turbo, coppa dell'olio potenziata e barra trasversale removibile installata per sostituire un pezzo di traversa di fabbrica che Edd ha tagliato, filtro dell'olio sostituito. Sostituito il serbatoio di raccolta dell'olio, la guaina del riscaldatore in plastica rotta è stata sostituita con una in alluminio, la cuffia del cambio non standard e la cuffia del freno a mano sostituita con unità in Alcantara, il volante aftermarket sostituito con l'unità MOMO di fabbrica. | 27,000 £          | +2,426 £         | 19 ottobre 2015   |
|     | Totale                 |          | 132786 £          | 211402 £                  | | 263753 £          | 51876 £          |                   |

## Tredicesima stagione (2016-2017)
| Ep.             | Auto | Anno | Budget | Prezzo d'acquisto | Costo finale del restauro | Ore di lavoro | Prezzo di vendita | Profitto/Perdita | Prima TV UK |
| --------------- | --- | --- | --- | --- | --- | --- | --- | --- | --- |
| 1               | Mercedes-Benz 560 SL | 1987 | 10000 £ | 4154 £ | 9643 £ | | 14500 £ | +4894 £ | 9 maggio 2016 |
| 2               | Volvo PV544 | 1963 | 7500 £ | 6800 £ | 8000 £ | | 11000 £ | +3000 £ | 16 maggio 2016 |
| 3               | Honda Civic CVCC | 1977 | 2000 £ | 1500 £ | 4000 £ | | 10500 £ | +5500 £ | 23 maggio 2016 |
| 4               | Chevrolet LUV | 1980 | 1500 £ | 750 £ | 1950 £ | | 2700 £ | +750 £ | 30 maggio 2016 |
| 5               | Ford Mustang 5.0 Convertible | 1988 | 1900 £ | 1900 £ | 5000 £ | | 7000 £ | +2000 £ | 6 giugno 2016 |
| 6               | Chevrolet Corvair | | 1200 £ | 1500 £ | 8600 £ | | 13600 £ | +5000 £ | 13 giugno 2016 |
| 7               | Land Rover Series IIA | 1965 | 7500 £ | 6100 £ | 11500 £ | | 14300 £ | +2800 £ | 20 giugno 2016 |
| 8               | Chevrolet Corvette C3 Convertible | 1968 | 15200 £ | 14700 £ | 16300 £ | | 19700 £ | +3400 £ | 29 giugno 2016 |
| 9               | Best Of 1Parte | | | | | | | | |
| 10              | Ford Bronco | | - | 8000 $ | 25404 $ | | 40000 $ | +14596 $ | 14 novembre 2016 |
| 11              | Mercedes 500 SEC | 1983 | USD $ GBP £ | USD 2,500 $ GBP £ | USD 10,162 $ GBP £ 7,000 | 79 | USD 16,000 $ GBP £ | + USD 5,838 $ + GBP £ | 21 novembre 2016 |
|                 | Problemi | Mike si lamenta dei freni un po' spugnosi e con un rumore assurdo. Motore con qualche problema (sembra manchino 1 o 2 cilindri) Edd nota che le testate hanno qualche piccolo problema (residui di combustioni su tutte le valvole, candele piene di olio ed è presente una perdita nelle guarnizione dell'iniettore del carburante) | Mike si lamenta dei freni un po' spugnosi e con un rumore assurdo. Motore con qualche problema (sembra manchino 1 o 2 cilindri) Edd nota che le testate hanno qualche piccolo problema (residui di combustioni su tutte le valvole, candele piene di olio ed è presente una perdita nelle guarnizione dell'iniettore del carburante) | Mike si lamenta dei freni un po' spugnosi e con un rumore assurdo. Motore con qualche problema (sembra manchino 1 o 2 cilindri) Edd nota che le testate hanno qualche piccolo problema (residui di combustioni su tutte le valvole, candele piene di olio ed è presente una perdita nelle guarnizione dell'iniettore del carburante) | Mike si lamenta dei freni un po' spugnosi e con un rumore assurdo. Motore con qualche problema (sembra manchino 1 o 2 cilindri) Edd nota che le testate hanno qualche piccolo problema (residui di combustioni su tutte le valvole, candele piene di olio ed è presente una perdita nelle guarnizione dell'iniettore del carburante) | Mike si lamenta dei freni un po' spugnosi e con un rumore assurdo. Motore con qualche problema (sembra manchino 1 o 2 cilindri) Edd nota che le testate hanno qualche piccolo problema (residui di combustioni su tutte le valvole, candele piene di olio ed è presente una perdita nelle guarnizione dell'iniettore del carburante) | Mike si lamenta dei freni un po' spugnosi e con un rumore assurdo. Motore con qualche problema (sembra manchino 1 o 2 cilindri) Edd nota che le testate hanno qualche piccolo problema (residui di combustioni su tutte le valvole, candele piene di olio ed è presente una perdita nelle guarnizione dell'iniettore del carburante) | Mike si lamenta dei freni un po' spugnosi e con un rumore assurdo. Motore con qualche problema (sembra manchino 1 o 2 cilindri) Edd nota che le testate hanno qualche piccolo problema (residui di combustioni su tutte le valvole, candele piene di olio ed è presente una perdita nelle guarnizione dell'iniettore del carburante) | Mike si lamenta dei freni un po' spugnosi e con un rumore assurdo. Motore con qualche problema (sembra manchino 1 o 2 cilindri) Edd nota che le testate hanno qualche piccolo problema (residui di combustioni su tutte le valvole, candele piene di olio ed è presente una perdita nelle guarnizione dell'iniettore del carburante) |
| Lavori eseguiti | Motore | Motore | Teste cilindriche rinnovate con aperture più grandi, nuovi alberi a camme, valvole in acciaio inox, braccioli, bilancieri e fermo della molla della valvola. | Teste cilindriche rinnovate con aperture più grandi, nuovi alberi a camme, valvole in acciaio inox, braccioli, bilancieri e fermo della molla della valvola. | Teste cilindriche rinnovate con aperture più grandi, nuovi alberi a camme, valvole in acciaio inox, braccioli, bilancieri e fermo della molla della valvola. | Teste cilindriche rinnovate con aperture più grandi, nuovi alberi a camme, valvole in acciaio inox, braccioli, bilancieri e fermo della molla della valvola. | Teste cilindriche rinnovate con aperture più grandi, nuovi alberi a camme, valvole in acciaio inox, braccioli, bilancieri e fermo della molla della valvola. | Teste cilindriche rinnovate con aperture più grandi, nuovi alberi a camme, valvole in acciaio inox, braccioli, bilancieri e fermo della molla della valvola. | |
| Lavori eseguiti | Carrozzeria | Carrozzeria | Kit completo in fibra di vetro AMG C126 e riverniciatura completa | Kit completo in fibra di vetro AMG C126 e riverniciatura completa | Kit completo in fibra di vetro AMG C126 e riverniciatura completa | Kit completo in fibra di vetro AMG C126 e riverniciatura completa | Kit completo in fibra di vetro AMG C126 e riverniciatura completa | Kit completo in fibra di vetro AMG C126 e riverniciatura completa | |
| Lavori eseguiti | Interni | Interni | Nuovi pannelli interni in legno, sedili in pelle AMG in abete e tappezzeria. | Nuovi pannelli interni in legno, sedili in pelle AMG in abete e tappezzeria. | Nuovi pannelli interni in legno, sedili in pelle AMG in abete e tappezzeria. | Nuovi pannelli interni in legno, sedili in pelle AMG in abete e tappezzeria. | Nuovi pannelli interni in legno, sedili in pelle AMG in abete e tappezzeria. | Nuovi pannelli interni in legno, sedili in pelle AMG in abete e tappezzeria. | |
| Lavori eseguiti | Meccanica | Meccanica | Nuove parti di sospensione, nuovi dischi freno e pinze a doppio cilindro. | Nuove parti di sospensione, nuovi dischi freno e pinze a doppio cilindro. | Nuove parti di sospensione, nuovi dischi freno e pinze a doppio cilindro. | Nuove parti di sospensione, nuovi dischi freno e pinze a doppio cilindro. | Nuove parti di sospensione, nuovi dischi freno e pinze a doppio cilindro. | Nuove parti di sospensione, nuovi dischi freno e pinze a doppio cilindro. | |
| Lavori eseguiti | Esterni | Esterni | Sistema di scarico replica con nuovo silenziatore x-pipe Magnaflow AMG. Nuovi pneumatici e cerchi in lega AMG. | Sistema di scarico replica con nuovo silenziatore x-pipe Magnaflow AMG. Nuovi pneumatici e cerchi in lega AMG. | Sistema di scarico replica con nuovo silenziatore x-pipe Magnaflow AMG. Nuovi pneumatici e cerchi in lega AMG. | Sistema di scarico replica con nuovo silenziatore x-pipe Magnaflow AMG. Nuovi pneumatici e cerchi in lega AMG. | Sistema di scarico replica con nuovo silenziatore x-pipe Magnaflow AMG. Nuovi pneumatici e cerchi in lega AMG. | Sistema di scarico replica con nuovo silenziatore x-pipe Magnaflow AMG. Nuovi pneumatici e cerchi in lega AMG. | |
| Lavori eseguiti | Elettronica | Elettronica | - | - | - | - | - | - | |
| Note            | Veicolo proveniente dal mercato Europeo importata in America nel 1993. Il costo finale non include il corredo e le ruote, valutati a USD 15000 $. Venduto al prezzo richiesto al proprietario delle parti AMG | Veicolo proveniente dal mercato Europeo importata in America nel 1993. Il costo finale non include il corredo e le ruote, valutati a USD 15000 $. Venduto al prezzo richiesto al proprietario delle parti AMG | Veicolo proveniente dal mercato Europeo importata in America nel 1993. Il costo finale non include il corredo e le ruote, valutati a USD 15000 $. Venduto al prezzo richiesto al proprietario delle parti AMG | Veicolo proveniente dal mercato Europeo importata in America nel 1993. Il costo finale non include il corredo e le ruote, valutati a USD 15000 $. Venduto al prezzo richiesto al proprietario delle parti AMG | Veicolo proveniente dal mercato Europeo importata in America nel 1993. Il costo finale non include il corredo e le ruote, valutati a USD 15000 $. Venduto al prezzo richiesto al proprietario delle parti AMG | Veicolo proveniente dal mercato Europeo importata in America nel 1993. Il costo finale non include il corredo e le ruote, valutati a USD 15000 $. Venduto al prezzo richiesto al proprietario delle parti AMG | Veicolo proveniente dal mercato Europeo importata in America nel 1993. Il costo finale non include il corredo e le ruote, valutati a USD 15000 $. Venduto al prezzo richiesto al proprietario delle parti AMG | Veicolo proveniente dal mercato Europeo importata in America nel 1993. Il costo finale non include il corredo e le ruote, valutati a USD 15000 $. Venduto al prezzo richiesto al proprietario delle parti AMG | |
| Costi           | Testate: USD 2,325 $ Sospensioni e freni USD 1,186 $ Impianto di scarico 1,045 Interni USD 407 $ Verniciatura USD 2,530 $ manutenzione Generale USD 169 $                                                     | Testate: USD 2,325 $ Sospensioni e freni USD 1,186 $ Impianto di scarico 1,045 Interni USD 407 $ Verniciatura USD 2,530 $ manutenzione Generale USD 169 $ | Testate: USD 2,325 $ Sospensioni e freni USD 1,186 $ Impianto di scarico 1,045 Interni USD 407 $ Verniciatura USD 2,530 $ manutenzione Generale USD 169 $ | Testate: USD 2,325 $ Sospensioni e freni USD 1,186 $ Impianto di scarico 1,045 Interni USD 407 $ Verniciatura USD 2,530 $ manutenzione Generale USD 169 $ | Testate: USD 2,325 $ Sospensioni e freni USD 1,186 $ Impianto di scarico 1,045 Interni USD 407 $ Verniciatura USD 2,530 $ manutenzione Generale USD 169 $ | Testate: USD 2,325 $ Sospensioni e freni USD 1,186 $ Impianto di scarico 1,045 Interni USD 407 $ Verniciatura USD 2,530 $ manutenzione Generale USD 169 $ | Testate: USD 2,325 $ Sospensioni e freni USD 1,186 $ Impianto di scarico 1,045 Interni USD 407 $ Verniciatura USD 2,530 $ manutenzione Generale USD 169 $ | Testate: USD 2,325 $ Sospensioni e freni USD 1,186 $ Impianto di scarico 1,045 Interni USD 407 $ Verniciatura USD 2,530 $ manutenzione Generale USD 169 $ | |
| 12              | Porsche 912E | 1976 | USD $ GBP £ | USD 25,000 $ GBP £ 18,000 | USD 31,016 $ GBP £ 23,000 | | USD 35,001 $ GBP £ 25,500 | + USD 3,985 $ + GBP £ 2,500 | 28 novembre 2016 |
| 13              | Chevrolet Camaro RS | 1973 | | | | | | | 5 dicembre 2016 |
| 14              | Sunbeam Alpine | 1963 | 8000 $ | 7000 $ | 12373 $ | 32 ore di lav. | 18000 $ | 5627 $ | 12 dicembre 2016 |
| 15              | Am General Humvee | 1992 | - | 12500 $ | 20173 $ | 62 ore di lav. | 25000 $ | +4827 $ | 2 gennaio 2017 |
| 16              | Maserati Biturbo | 1985 | - | 2740 $ | 22481 $ | 57 ore di lav. | 22500 $ | +19 $ | 9 gennaio 2017 |
| 17              | Cadillac v8 | 1916 | - | 96000 $ | 133908 $ | 271 ore di lav. | - | - | 16 gennaio 2017 |
| 18              | Best Of 2Parte | | | | | | | | |

## Quattordicesima stagione (2017-2018)
La prima parte degli episodi della quattordicesima stagione in Italia viene trasmessa dall'11 ottobre 2018 su DMAX (solo il primo episodio, in prima serata alle 21:15) e dal 22 ottobre 2018 su Motor Trend (il resto delle puntate della serie in seconda serata alle 22:30). Da questa stagione il meccanico è Ant Anstead che ha sostituito Edd China a causa di Velocity Channel che ha deciso di ridurre lo spazio dedicato ai suoi restauri al fine di tagliare tempi e costi di produzione.
| Ep. | Auto                                         | Anno | Budget  | Prezzo d'acquisto | Costo finale del restauro | Prezzo di vendita | Profitto/Perdita | Prima TV UK      | Prima TV Italia  | Canale (Italia) |
| --- | -------------------------------------------- | ---- | ------- | ----------------- | ------------------------- | ----------------- | ---------------- | ---------------- | ---------------- | --------------- |
| 1   | Ford Escort RS Cosworth                      | 1995 | 27000 £ | 23000 £           | 28500 £                   | 38000 £           | +9500 £          | 5 ottobre 2017   | 11 ottobre 2018  | DMAX            |
| 2   | Toyota Supra                                 | 1982 | 5800 £  | 5000 £            | 8400 £                    | 9200 £            | +800 £           | 12 ottobre 2017  | 22 ottobre 2018  | Motor Trend     |
| 3   | Ford Mustang Mach 1 Fastback                 | 1973 | 14615 £ | 14000 £           | 19500 £                   | 20000 £           | +500 £           | 19 ottobre 2017  | 29 ottobre 2018  | Motor Trend     |
| 4   | Saab 96                                      | 1973 | 2500 £  | 2000 £            | 7900 £                    | 8700 £            | +800 £           | 26 ottobre 2017  | 5 novembre 2018  | Motor Trend     |
| 5   | Mitsubishi 3000 GT VR-4                      | 1994 | 5000 £  | 4800 £            | 6700 £                    | 9000 £            | +2300 £          | 16 novembre 2017 | 12 novembre 2018 | Motor Trend     |
| 6   | Ford Falcon Ranchero                         | 1964 | 4500 £  | 3500 £            | 13600 £                   | 15000 £           | +1400 £          | 9 novembre 2017  | 19 novembre 2018 | Motor Trend     |
| 7   | Dodge A100 Sportsman Van                     | 1965 | 1850 £  | 1500 £            | 12400 £                   | 16000 £           | +3600 £          | 2 novembre 2017  | 26 novembre 2018 | Motor Trend     |
| 8   | Austin-Healey 3000 Mark III BJ8 Convertibile | 1965 | 32000 £ | 28000 £           | 35628 £                   | 56800 £           | +21172 £         | 22 novembre 2017 | 3 dicembre 2018  | Motor Trend     |

La seconda parte degli episodi della quattordicesima stagione viene trasmessa in Italia dal canale Motor Trend in anteprima nei giorni 25 e 26 dicembre 2018 per poi cominciare la regolare trasmissione a cadenza settimanale a partire dal 7 gennaio 2019
| Ep. | Auto                               | Anno | Budget         | Prezzo d'acquisto | Costo finale del restauro | Prezzo di vendita | Profitto/perdita  | Prima TV UK    | Prima TV Italia  |
| --- | ---------------------------------- | ---- | -------------- | ----------------- | ------------------------- | ----------------- | ----------------- | -------------- | ---------------- |
| 9   | Jeep Grand Wagoneer                | 1988 | 6000 $ 4200 £  | 4500 $ 3000 £     | 19350 $ 19800 £           | 26500 $ 19000 £   | +7150 $ +5200 £   | 18 aprile 2018 | 25 dicembre 2018 |
| 10  | Alfa Romeo Spider Quadrifoglio     | 1987 | 8900 $ 6230 £  | 7000 $ 5500 £     | 8400 $ 6000 £             | 10000 $ 7150 £    | +1600 $ +1150 £   | 02 maggio 2018 | 25 dicembre 2018 |
| 11  | Porsche 924                        | 1977 | 5000 $ 3500 £  | 3700 $ 2500 £     | 8380 $ 5900 £             | Invenduta         | 0                 | 17 maggio 2018 | 25 dicembre 2018 |
| 12  | Opel GT                            | 1969 | 6000 $ 4200 £  | 6000 $ 4200 £     | 9850 $ 7000 £             | 13500 $ 9700 £    | +3650 $ +2700 £   | 11 aprile 2018 | 25 dicembre 2018 |
| 13  | Lancia Fulvia Coupé                | 1972 | 10000 $ 9200 £ | 9500 $ 7000 £     | 14105 $ 9800 £            | 33000 $ 25500 £   | +18895 $ +15700 £ | 31 maggio 2018 | 26 dicembre 2018 |
| 14  | Datsun 510                         | 1972 | 6500 $ 5000 £  | 5000 $ 3500 £     | 11930 $ 8800 £            | 20000 $ 15000 £   | +8070 $ +6200 £   | 24 maggio 2018 | 26 dicembre 2018 |
| 15  | Mini Cooper S MC40                 | 2004 | 6000 $ 4200 £  | 5300 $ 4100 £     | 7890 $ 5700 £             | 9000 $ 7500 £     | +1110 $ +925 £    | 25 aprile 2018 | 26 dicembre 2018 |
| 16  | International Harvester Scout 800A | 1970 | 8500 $ 6500 £  | 8000 $ 6000 £     | 15800 $ 11500 £           | 22500 $ 16000 £   | +6700 $ +4500 £   | 10 maggio 2018 | 26 dicembre 2018 |

## Quindicesima stagione (2018-2019)
La prima parte degli episodi della quindicesima stagione viene trasmessa in Italia dal canale Motor Trend a partire dal 4 marzo 2019
| Ep. | Auto                      | Anno | Budget          | Prezzo d'acquisto | Costo finale del restauro | Prezzo di vendita | Profitto/Perdita | Prima TV UK      | Prima TV Italia |
| --- | ------------------------- | ---- | --------------- | ----------------- | ------------------------- | ----------------- | ---------------- | ---------------- | --------------- |
| 1   | Mercury Capri Mk2         | 1976 | 5000 $ 4000 £   | 4000 $            | 8212 $ 6150 £             | 8212 $ 6150 £     | 0 $              | 03 ottobre 2018  | 04 marzo 2019   |
| 2   | Toyota MR2 Turbo          | 1991 | 10000 $         | 7000 $            | 9145 $ 7000 £             | 11000 $ 8500 £    | +1855 $          | 10 ottobre 2018  | 18 marzo 2019   |
| 3   | Volvo 850 T-5R Wagon      | 1995 | 10000 $ 7500 £  | 7000 $ 5000 £     | 8677 $ 6700 £             | 13999 $           | +5322 $          | 17 ottobre 2018  | 11 marzo 2019   |
| 4   | Alfa Romeo 164 L          | 1991 | 4000 $ 3000 £   | 3000 $            | 5212 $ 4000 £             | 7000 $            | +1788 $          | 24 ottobre 2018  | 01 aprile 2019  |
| 5   | Lotus Elan M100           | 1991 | 8000 $ 6000 £   | 8000 $ 6000 £     | 9385 $ 7100 £             | 14000 $           | +4615 $          | 31 ottobre 2018  | 22 aprile 2019  |
| 6   | Chevrolet Corvette C5 Z06 | 2002 | 16000 $ 12000 £ | 16000 $ 12000 £   | 17910,90 $ 13800 £        | 18000 $           | +89,10 $         | 07 novembre 2018 | 25 marzo 2019   |
| 7   | Volkswagen Rabbit GTI     | 1984 | 3500 $          | 2500 $ 1700 £     | 6769 $ 5200 £             | 9500 $            | +2731 $          | 14 novembre 2018 | 08 aprile 2019  |
| 8   | Dodge Ram SRT-10          | 2004 | 15500 $ 12000 £ | 15500 $ 12000 £   | 19635 $ 15000 £           | 22000 $           | +2365 $          | 21 novembre 2018 | 15 aprile 2019  |

La seconda parte degli episodi della quindicesima stagione viene trasmessa in Italia dal canale Motor Trend a partire dal 10 Giugno 2019
| Ep. | Auto                       | Anno | Budget | Prezzo d'acquisto | Costo finale del restauro | Prezzo di vendita | Profitto/Perdita | Prima TV UK    | Prima TV Italia |
| --- | -------------------------- | ---- | ------ | ----------------- | ------------------------- | ----------------- | ---------------- | -------------- | --------------- |
| 1   | Porsche 996                | 2000 |        | 16000 $           | 20256 $                   | 22500 $           | +2244 $          | 17 aprile 2019 | 10 giugno 2019  |
| 2   | Volkswagen Tipo 3 Fastback | 1970 |        | 7000 $            | 7977 $                    | 11000 $           | +3023 $          | 24 aprile 2019 | 17 giugno 2019  |
| 3   | Chevrolet C-10             | 1971 |        | 12500 $           | 19250 $                   | 20250 $           | +1000 $          | 1 maggio 2019  | 1 luglio 2019   |
| 4   | Mazda RX-7                 | 1985 |        | 4500 $            | 8653 $                    | 9950 $            | +1297 $          | 8 maggio 2019  | 8 luglio 2019   |
| 5   | Mercedes 300 TD            | 1985 |        | 4500 $            | 5809 $                    | 11100 $           | +5291 $          | 15 maggio 2019 | 15 luglio 2019  |
| 6   | Jensen Healey              | 1974 |        | 3500 $            | 9198 $                    | 9500 $            | +302 $           | 22 maggio 2019 | 24 giugno 2019  |

La terza parte degli episodi della quindicesima stagione viene trasmessa in Italia dal canale Motor Trend a partire dal 22 Luglio 2019. Gli episodi rimanenti, insieme a quelli della nuova serie, vengono trasmessi a partire dal 4 novembre 2019
| Ep. | Auto                  | Anno | Budget         | Prezzo d'acquisto | Costo finale del restauro | Prezzo di vendita | Profitto/Perdita | Prima TV UK       | Prima TV Italia   |
| --- | --------------------- | ---- | -------------- | ----------------- | ------------------------- | ----------------- | ---------------- | ----------------- | ----------------- |
| 1/2 | Plymouth Barracuda    | 1965 | non dichiarato | 5000 $            | non dichiarato            | invenduta         | 0                | 19/26 giugno 2019 | 22/29 luglio 2019 |
| 3   | Best of the best      |      |                |                   |                           |                   |                  | 3 luglio 2019     | 5 agosto 2019     |
| 4   | Fiat 124 Sport Spider | 1971 |                | 4800 $            | 5996,95 $                 | 12000 $           | +6003,05 $       | 29 maggio 2019    | 4 novembre 2019   |
| 5   | Mercedes Benz E55 AMG | 2002 |                | 4000 $            | 6908 $                    | 7500 $            | +592 $           | 5 giugno 2019     | 18 novembre 2019  |
| 6   | Toyota Celica ST      | 1973 |                | 4500 $            | 11550 $                   | 12000 $           | + 50 $           | 12 giugno 2019    | 11 novembre 2019  |

La quarta parte degli episodi della quindicesima viene trasmessa in Italia dal canale Motor Trend a partire dal 25 novembre 2019
| Ep. | Auto                   | Anno | Budget                                                         | Prezzo d'acquisto | Costo finale del restauro | Prezzo di vendita | Profitto/Perdita | Prima TV UK | Prima TV Italia  |
| --- | ---------------------- | ---- | -------------------------------------------------------------- | ----------------- | ------------------------- | ----------------- | ---------------- | ----------- | ---------------- |
| 1   | BMW M3 E46             | 2004 |                                                                | 11000 $           | 13447 $                   | 18500 $           | +5053 $          |             | 25 novembre 2019 |
| 2   | Volvo Amazon 122 S B18 | 1964 |                                                                | 3500 $            | 4281 $                    | 6500 $            | +2219 $          |             | 2 dicembre 2019  |
| 3   | Toyota Land Cruiser    | 1985 |                                                                | 12500 $           | 15280 $                   | 16000 $           | +720 $           |             | 9 dicembre 2019  |
| 4   | Merkur XR4 Ti          | 1985 |                                                                | 4000 $            | 6750 $                    | 7500 $            | +750 $           |             | 16 dicembre 2019 |
| 5   | Ford Bronco            | 1992 |                                                                | 10000 $           | 10925 $                   | 14000 $           | +3075 $          |             | 23 dicembre 2019 |
| 6   | Porsche 911 SC         | 1982 | 0 - Episodio best of the serie - Auto personale di Mike Brewer | 0                 | 0                         | 0                 | 0                |             | 30 dicembre 2019 |

## Sedicesima stagione (2020-2021)
La prima parte degli episodi della sedicesima stagione viene trasmessa in Italia dal canale Motor Trend a partire dal 9 novembre 2020
| Ep. | Auto                    | Anno | Budget              | Prezzo d'acquisto | Costo finale del restauro | Prezzo di vendita | Profitto/Perdita | Prima TV UK       | Prima TV Italia  |
| --- | ----------------------- | ---- | ------------------- | ----------------- | ------------------------- | ----------------- | ---------------- | ----------------- | ---------------- |
| 1   | Datsun Sports 2000      | 1969 | 9000 $              | 8500 $            | 12395 $                   | 14000 $           | +1605 $          | 31 agosto 2020    | 9 novembre 2020  |
| 2   | Audi S4 Avant Turbo     | 2001 | 8000 $              | 7000 $            | 7685 $                    | 12250 $           | +4564 $          | 7 settembre 2020  | 16 novembre 2020 |
| 3   | Saab 9-3 Viggen         | 2001 | 4500 $              | 4500 $            | 7002 $                    | 7500 $            | +498 $           | 14 settembre 2020 | 23 novembre 2020 |
| 4   | Porsche Cayenne Turbo S | 2006 | 9500 $              | 9500 $            | 10521 $                   | 15000 $           | +4479 $          | 21 settembre 2020 | 30 novembre 2020 |
| 5   | Mazdaspeed MX-5         | 2004 | 7300 $              | 6500 $            | 8869 $                    | 9500 $            | +631 $           | 28 settembre 2020 | 7 dicembre 2020  |
| 6   | Jeep CJ-7 Levi Edition  | 1979 | 7800 $              | 7000 $            | 15698 $                   | 20000 $           | +4302 $          | 5 ottobre 2020    | 14 dicembre 2020 |
| 7   | Nissan 300ZX Twin Turbo | 1991 | 13500 $             | 12800 $           | 13179 $                   | 15000 $           | +1821 $          | 12 ottobre 2020   | 21 dicembre 2020 |
| 8   | Ford Mustang V6         | 2007 | 0 - Puntata Best of | 0                 | 0                         | 0                 | 0                | 19 ottobre 2020   | 28 dicembre 2020 |

La seconda parte degli episodi della sedicesima stagione viene trasmessa in Italia dal canale Motor Trend a partire dal 29 marzo 2021
| Ep. | Auto                              | Anno | Budget  | Prezzo d'acquisto | Costo finale del restauro | Prezzo di vendita | Profitto/Perdita | Prima TV UK      | Prima TV Italia |
| --- | --------------------------------- | ---- | ------- | ----------------- | ------------------------- | ----------------- | ---------------- | ---------------- | --------------- |
| 1   | Fiat X1/9                         | 1974 | 5500 $  | 5500 $            | 7182 $                    | 8000 $            | +818 $           | 4 gennaio 2021   | 29 marzo 2021   |
| 2   | Triumph TR4                       | 1964 | 6800 $  | 6800 $            | 12305 $                   | 16500 $           | +4195 $          | 11 gennaio 2021  | 5 aprile 2021   |
| 3   | International Harvester Travelall | 1968 | 15000 $ | 14500 $           | 16806 $                   | 18000 $           | +1194 $          | 18 gennaio 2021  | 12 aprile 2021  |
| 4   | BMW Z3 M Coupé                    | 1999 | 17900 $ | 17900 $           | 19237 $                   | 22500 $           | +3263 $          | 25 gennaio 2021  | 19 aprile 2021  |
| 5   | Triumph TR7                       | 1979 | 2600 $  | 2000 $            | 3103 $                    | 6000 $            | +2897 $          | 1 febbraio 2021  | 26 aprile 2021  |
| 6   | Dodge Coronet 500                 | 1965 | 17500 $ | 16500 $           | 19490 $                   | 19500 $           | +10 $            | 8 febbraio 2021  | 3 maggio 2021   |
| 7   | Land Rover Serie III              | 1976 | 15000 $ | 13500 $           | 17529 $                   | 23000 $           | +5741 $          | 15 febbraio 2021 | 10 maggio 2021  |
| 8   | Puntata Best Of                   |      |         |                   |                           |                   |                  | 22 febbraio 2021 | 17 maggio 2021  |

## Diciassettesima stagione (2021-2022)
La prima parte della diciassettesima stagione in Italia viene trasmessa dal 4 ottobre 2021 su Motor Trend. Da questa stagione il meccanico è Marc Priestley che ha sostituito Ant Anstead che ha deciso di rimanere negli Stati Uniti d'America.
| Ep. | Auto                                           | Anno | Budget  | Prezzo d'acquisto | Costo finale del restauro | Prezzo di vendita | Profitto/Perdita | Prima TV UK       | Prima TV Italia  |
| --- | ---------------------------------------------- | ---- | ------- | ----------------- | ------------------------- | ----------------- | ---------------- | ----------------- | ---------------- |
| 1   | Austin Mini 850 (Mark 1)                       | 1965 | 10000 £ | 10000 £           | 11896 £                   | 14000 £           | +2104 £          | 30 agosto 2021    | 4 ottobre 2021   |
| 2   | TVR Griffith 430                               | 1992 | 18995 £ | 15000 £           | 16749 £                   | 22000 £           | +5251 £          | 6 settembre 2021  | 11 ottobre 2021  |
| 3   | Fiat Coupé 20V Turbo                           | 1997 | 3000 £  | 2750 £            | 3710 £                    | 6000 £            | +2290 £          | 13 settembre 2021 | 18 ottobre 2021  |
| 4   | Bedford CA Dormobile                           | 1963 | 4500 £  | 4500 £            | 10182 £                   | 11500 £           | +1318 £          | 20 settembre 2021 | 25 ottobre 2021  |
| 5   | Land Rover Mk 1                                | 1963 | 16000 £ | 16000 £           | 25310 £                   | 35000 £           | +9690 £          | 27 settembre 2021 | 1 novembre 2021  |
| 6   | Porsche 997 Carrera 2                          | 2007 | 15000 £ | 15000 £           | 20805 £                   | 26000 £           | +5195 £          | 4 ottobre 2021    | 8 novembre 2021  |
| 7   | Jaguar XJ6 Serie 2 4.2                         | 1976 | 5000 £  | 5000 £            | 7314 £                    | 8000 £            | +686 £           | 11 ottobre 2021   | 15 novembre 2021 |
| 8   | Renault 5 GT Turbo                             | 1987 | 6000 £  | 6000 £            | 7796 £                    | 11000 £           | +3204 £          | 18 ottobre 2021   | 22 novembre 2021 |
| 9   | Mitsubishi Lancer Evolution VII                | 2001 | 6750 £  | 6750 £            | 12497 £                   | 15000 £           | +2503 £          | 25 ottobre 2021   | 29 novembre 2021 |
| 10  | Volkswagen Golf Mk3.5 Cabriolet Colour Concept | 2003 | 1500 £  | 1350 £            | 2676 £                    | 3100 £            | +424 £           | 1 novembre 2021   | 30 novembre 2021 |

La seconda parte della diciassettesima stagione in Italia viene trasmessa a partire dall'11 ottobre 2022 su Motor Trend.
| Ep. | Auto                    | Anno | Budget  | Prezzo d'acquisto | Costo finale del restauro | Prezzo di vendita | Profitto/Perdita | Prima TV UK       | Prima TV Italia  |
| --- | ----------------------- | ---- | ------- | ----------------- | ------------------------- | ----------------- | ---------------- | ----------------- | ---------------- |
| 1   | Ford Escort XR3 Cabrio  | 1989 | 3500 £  | 3500 £            | 5257 £                    | 7500 £            | +2243 £          | 26 luglio 2022    | 11 ottobre 2022  |
| 2   | Mercedes Benz SL 55 AMG | 2003 | 10000 £ | 9500 £            | 12626 £                   | 14500 £           | +1874 £          | 2 agosto 2022     | 18 ottobre 2022  |
| 3   | Vauxhall Astra GTE      | 1984 | 7000 £  | 7000 £            | 11580 £                   | 20500 £           | +8920 £          | 10 agosto 2022    | 25 ottobre 2022  |
| 4   | BMW 335i                | 2006 | 5000 £  | 4500 £            | 9930 £                    | Non dichiarato    | Non dichiarato   | 17 agosto 2022    | 1 novembre 2022  |
| 5   | Fiat 600                | 1963 | 5750 £  | 5000 £            | 8491 £                    | 10000 £           | +1509 £          | 24 agosto 2022    | 8 novembre 2022  |
| 6   | Jaguar S-type R         | 2002 | 3500 £  | 2950 £            | 3654 £                    | 4350 £            | +696 £           | 31 agosto 2022    | 15 novembre 2022 |
| 7   | Ford Transit mk1        | 1974 | 11500 £ | 11500 £           | 13115 £                   | 15000 £           | +1885 £          | 7 settembre 2022  | 22 novembre 2022 |
| 8   | Mitsubishi Shogun       | 1991 | 4500 £  | 3800 £            | 5383 £                    | 5995 £            | +612 £           | 14 settembre 2022 | 6 dicembre 2022  |
| 9   | Lotus Europa            | 1969 | 18000 £ | 16500 £           | 19558 £                   | 22500 £           | +2942 £          | 21 settembre 2022 | 29 novembre 2022 |
| 10  | MG B Roadster           | 1967 | 12000 £ | 11000 £           | 13296 £                   | 15000 £           | +1704 £          | 28 settembre 2022 | 13 dicembre 2022 |

## Diciottesima stagione (2023-2024)
La prima parte della diciottesima stagione in Italia viene trasmessa a partire dal 24 ottobre 2023 su Motor Trend.
| Ep. | Auto                            | Anno | Budget  | Prezzo d'acquisto | Costo finale del restauro | Prezzo di vendita | Profitto/Perdita | Prima TV UK    | Prima TV Italia  |
| --- | ------------------------------- | ---- | ------- | ----------------- | ------------------------- | ----------------- | ---------------- | -------------- | ---------------- |
| 1   | Triumph Dolomite Sprint         | 1989 | 8000 £  | 6250 £            | 9812 £                    | 13750 £           | +3938 £          | 20 marzo 2023  | 24 ottobre 2023  |
| 2   | Porsche 911 30 SC               | 1981 | 27000 £ | 27000 £           | 32290 £                   | 36000 £           | +3710 £          | 27 marzo 2023  | 24 ottobre 2023  |
| 3   | Austin Allegro Vanden Plus 1500 | 1976 | 1500 £  | 1500 £            | 2811 £                    | 3000 £            | +189 £           | 3 aprile 2023  | 31 ottobre 2023  |
| 4   | Maserati 4200 GT                | 2005 | 9995 £  | 9500 £            | 11373 £                   | 12000 £           | +627 £           | 10 aprile 2023 | 7 novembre 2023  |
| 5   | Rolls Royce Silver Spirit       | 1980 | 6500 £  | 4000 £            | 4461 £                    | 5900 £            | +1239 £          | 17 aprile 2023 | 14 novembre 2023 |
| 6   | Toyota Land Cruiser BJ 40       | 1979 | 16000 £ | 20000 £           | 22790 £                   | 26000 £           | +3210 £          | 24 aprile 2023 | 21 novembre 2023 |
| 7   | Volvo 240 Estate Torsland       | 1991 | 3000 £  | 2300 £            | 2884 £                    | 4000 £            | +1116 £          | 1 Maggio 2023  | 28 novembre 2023 |
| 8   | Ford Focus ST                   | 2007 | 2795 £  | 2795 £            | 4435 £                    | 6000 £            | +1565 £          | 8 maggio 2023  | 5 dicembre 2023  |
| 9   | Audi Coupè 2.2 E                | 1989 | 4700 £  | 3500 £            | 5600 £                    | 6000 £            | +400 £           | 15 maggio 2023 | 12 dicembre 2023 |
| 10  | Volkswagen Corrado G60          | 1992 | 8000 £  | 6750 £            | 8170 £                    | 9700 £            | +1530 £          | 22 maggio 2023 | 19 dicembre 2023 |

La seconda parte della diciottesima stagione in Italia viene trasmessa su Motor Trend a partire dal 19 Marzo 2024.
| Ep. | Auto                       | Anno | Budget  | Prezzo d'acquisto | Costo finale del restauro | Prezzo di vendita | Profitto/Perdita | Prima TV UK      | Prima TV Italia |
| --- | -------------------------- | ---- | ------- | ----------------- | ------------------------- | ----------------- | ---------------- | ---------------- | --------------- |
| 1   | Ford Fiesta 1300S Mk1      | 1979 | 4000 £  | 4000 £            | 11201 £                   | N/D               | N/D              | 16 ottobre 2023  | 19 marzo 2024   |
| 2   | Peugeot 205 Rallye         | 1992 | 2500 £  | 2850 £            | 7938 £                    | 12500 £           | +4563 £          | 23 ottobre 2023  | 26 marzo 2024   |
| 3   | Saab 900 Turbo Convertible | 1989 | 7500 £  | 6500 £            | 7849 £                    | 8400 £            | +911 £           | 30 ottobre 2023  | 2 aprile 2024   |
| 4   | Subaru BRZ                 | 2014 | 9000 £  | 8500 £            | 14339 £                   | 15500 £           | +1161 £          | 6 novembre 2023  | 9 aprile 2024   |
| 5   | Land Rover Discovery       | 1997 | 4500 £  | 4250 £            | 7350 £                    | 9800 £            | +2450 £          | 13 novembre 2023 | 16 aprile 2024  |
| 6   | Audi RS6                   | 2004 | 12500 £ | 12500 £           | 14105 £                   | 15700 £           | +1595 £          | 20 novembre 2023 | 23 aprile 2024  |
| 7   | Ford P100                  | 1985 | 8000 £  | 8000 £            | 8617 £                    | 10000 £           | +1383 £          | 27 novembre 2023 | 30 aprile 2024  |
| 8   | Alfa Romeo GTV             | 2000 | 2710 £  | 2000 £            | 4376 £                    | 5000 £            | +624 £           | 4 dicembre 2023  | 7 maggio 2024   |
| 9   | Caterham 7                 | 1984 | 4000 £  | 4000 £            | 10322 £                   | 17500 £           | +7178 £          | 18 dicembre 2023 | 14 maggio 2024  |
| 10  | Peugeot 405 Mi16           | 1990 | 6950 £  | 5700 £            | 7662 £                    | 20000 £           | +12338 £         | 25 dicembre 2023 | 21 maggio 2024  |

## Affari a quattro ruote World Tour

### Prima stagione (2013)
| No. | Luogo                                                          | Veicolo/i                          | Budget  | Prezzo d'acquisto | Prezzo di vendita                           | Profitto/Perdita                 | Note | Prima TV UK    |
| --- | -------------------------------------------------------------- | ---------------------------------- | ------- | ----------------- | ------------------------------------------- | -------------------------------- | --- | -------------- |
| 1   | Kolkata, India                                                 | Maruti Suzuki Alto LX              | 3000 $  | 2150 $            | 2550 $                                      | 400 $                            | - Veicolo visto in vendita per strada e rivenduto via annuncio sul giornale. - Nessun intervento eseguito sul veicolo. | 2 aprile 2013  |
| 1   | Kolkata, India                                                 | Tata Indigo Marina                 | 3400 $  | 2350 $            | 2850 $                                      | 475 $                            | - Veicolo lavato. - Sostituito motorino di avviamento (costo: 20 $) | 2 aprile 2013  |
| 1   | Kolkata, India                                                 | Hindustan Ambassador Classic       | 3875 $  | 3600 $            | N.D.                                        | N.D.                             | N.D. | 2 aprile 2013  |
| 2   | Londra, Herefordshire e Newark, UK                             | Hindustan Ambassador Classic       | N.D.    | N.D.              | 7600 $                                      | 2950 $                           | - Trasportata nel Regno Unito dall'India - Adattata per poter essere immatricolata nel Regno Unito. - Costi di trasporto e regolarizzazione: 1050 $ | 9 aprile 2013  |
| 2   | Londra, Herefordshire e Newark, UK                             | Triumph Spitfire Mk IV Convertible | 3000 $  | 2400 $            | 3450 $                                      | 1050 $                           | - Nuova imbottitura del sedile - Cerchi originali sostituiti da cerchi a raggi di seconda mano. | 9 aprile 2013  |
| 2   | Londra, Herefordshire e Newark, UK                             | Land Rover 90 Defender             | 4050 $  | 4100 $            | 5825 $                                      | 1725 $                           | - Sostituita mascherina e protezione dei fari - Cerchi originali sostituiti con cerchi in lega neri | 9 aprile 2013  |
| 2   | Londra, Herefordshire e Newark, UK                             | Chevrolet El Camino (1967)         | 9600 $  | 9600 $            | N.D.                                        | N.D.                             | N.D. | 9 aprile 2013  |
| 3   | Göteborg, Uddevalla, Malmö e Fjällbacka, Svezia                | Chevrolet El Camino (1967)         | N.D.    | N.D.              | 12200 $ (ridotti a 9900 $ dopo il rimborso) | 1792 $ (-508 $ dopo il rimborso) | - Trasportata in Svezia dal Regno Unito - Costi di riparazione e trasporto: 808 $ - Mike ha dovuto rimborsare 2300 $ al compratore perché il motore era diverso da quanto riportato sul libretto di circolazione.                                                                                     | 16 aprile 2013 |
| 3   | Göteborg, Uddevalla, Malmö e Fjällbacka, Svezia                | EPA-Traktor (Volvo Duett)          | 11392 $ | 3000 $            | 3302 $                                      | 293 $                            | - Sostituita pompa carburante (costo: 9 $) | 16 aprile 2013 |
| 3   | Göteborg, Uddevalla, Malmö e Fjällbacka, Svezia                | Saab 96                            | 11685 $ | 1850 $            | 2460 $                                      | 587 $                            | - Cerchi puliti e riverniciati (costo: 23 $) | 16 aprile 2013 |
| 3   | Göteborg, Uddevalla, Malmö e Fjällbacka, Svezia                | Volvo P1800                        | 12272 $ | 11200 $           | 14400 $                                     | 2675 $                           | - Modello con guida a destra - Trasportata nel Regno Unito dalla Svezia (costo: 525 $) | 16 aprile 2013 |
| 4   | Tokyo, Giappone                                                | Daihatsu Tanto                     | 12649 $ | 11070 $           | 12820 $                                     | 1110 $                           | - Lavata e lucidata - Riparati i graffi sul paraurti (costo: 640 $) | 23 aprile 2013 |
| 4   | Tokyo, Giappone                                                | Nissan Stagea 250 RX               | 13759 $ | 4225 $            | 7692 $                                      | 1951 $                           | - Eseguita la revisione obbligatoria (Shaken) (costo: 1516 $) | 23 aprile 2013 |
| 4   | Tokyo, Giappone                                                | Toyota Celica Coupe                | 15710 $ | 3653 $            | 2179 $                                      | -2909 $                          | - Effettuato l'acquisto si è scoperto che l'alternatore era difettoso. Mike ha deciso di rivendere il veicolo all'asta (costo: 1435 $) | 23 aprile 2013 |
| 5   | Città del Messico, Messico & San Francisco e Palm Springs, USA | Volkswagen Beetle                  | 12801 $ | 10400 $           | 11500 $                                     | 900 $                            | - Raro veicolo di importazione Tedesca. - Installati nuovi tergicristalli e specchietto retrovisore (costo: 200 $) | 30 aprile 2013 |
| 5   | Città del Messico, Messico & San Francisco e Palm Springs, USA | Rolls-Royce Silver Wraith II       | 13701 $ | 10000 $           | 14000 $                                     | 3500 $                           | - Sostituito pneumatico bucato (costo: 500 $ comprensivi di carburante) | 30 aprile 2013 |
| 5   | Città del Messico, Messico & San Francisco e Palm Springs, USA | Chevrolet Camaro (1967)            | 17201 $ | 15000 $           | N.D.                                        | N.D.                             | N.D. | 30 aprile 2013 |
| 6   | Dubai, Emirati Arabi Uniti                                     | Chevrolet Camaro (1967)            | N.D.    | N.D.              | 27142 $                                     | 9292 $                           | - Trasportata a Dubai dagli USA - Rimasta bloccata sulla nave al largo, con il risultato che Mike non aveva soldi per acquistare un veicolo. - Immatricolata a Dubai (costo: 100 $) | 7 maggio 2013  |
| 6   | Dubai, Emirati Arabi Uniti                                     | Toyota Prado GX                    | 0 $     | 14571 $           | 17142 $                                     | 2106 $                           | - Rimasto senza soldi Mike convince un venditore a dargli un veicolo sulla fiducia promettendo di ripagarlo una volta concluso l'affare - Veicolo e motore lavati, vetri dei fari lucidati per rimuovere la patina opaca (costo: 100 $) - Installate pellicole scurenti sui finestrini (costo: 350 $) | 7 maggio 2013  |
| 6   | Dubai, Emirati Arabi Uniti                                     | Porsche 911 Carrera Convertible    | 28599 $ | 25714 $           | N.D.                                        | N.D.                             | N.D. | 7 maggio 2013  |

### Seconda stagione (2014)
| No. | Luogo                                                    | Veicolo/i                            | Budget  | Prezzo d'acquisto | Prezzo di vendita | Profitto/Perdita | Note | Prima TV USA  |
| --- | -------------------------------------------------------- | ------------------------------------ | ------- | ----------------- | ----------------- | ---------------- | --- | ------------- |
| 1   | Sydney, Australia                                        | Ford Falcon Futura AU II             | 3000 $  | 900 $             | 2790 $            | 1675 $           | - Specchietto e faro anteriore lato guidatore acquistati da demolitore (costo:80 $) - Mike sostituisce le parti da solo per tagliare i costi.                                                   | 6 agosto 2014 |
| 1   | Sydney, Australia                                        | Mazda RX-7                           | 4675 $  | 4050 $            | 3600 $            | -915 $           | - Auto ridipinta (costo: 465 $) - Auto esposta da nello showroom di Richard (amico di Mike). - La prima offerta per la Mazda è di 5130 $ con un profitto di 480 $, ma l'affare non si conclude. | 6 agosto 2014 |
| 1   | Sydney, Australia                                        | Holden Commodore VU II UTE           | 3760 $  | 4750 $            | 5850 $            | 650 $            | - Auto acquistata con la carta di credito di Mike. - Auto ridipinta (costo: 450 $) | 6 agosto 2014 |
| 1   | Sydney, Australia                                        | Ford Escort Mk 1                     | 4110 $  | 4950 $            | N.D.              | N.D.             | - Auto spedita in Inghilterra - Costo di spedizione 2000 $. | 6 agosto 2014 |
| 2   | Clacton-on-Sea & Londra & Aberdeen, Regno Unito          | Ford Escort Mk 1                     | 4110 $  | 4950 $            | 14240 $           | 7922 $           | - Auto spedita in Inghilterra - Costo di spedizione 2000 $. | N.D.          |
| 2   | Clacton-on-Sea & Londra & Aberdeen, Regno Unito          | Volkswagen Golf GTi Mk 1             | 12637 $ | 5200 $            | 7200 $            | 1700 $           | - Giunto a sfera sostituito per 160 $. | N.D.          |
| 2   | Clacton-on-Sea & Londra & Aberdeen, Regno Unito          | Caterham 7                           | 14337 $ | 13200 $           | 15600 $           | 3140 $           | - Auto modificata per le corse, aggiunti roll cage e transponder per 900 $. | N.D.          |
| 2   | Clacton-on-Sea & Londra & Aberdeen, Regno Unito          | Land Rover Freelander                | 17477 $ | 15200 $           | 17000 $           | 1478 $           | - Sistemato connessione dell'airbag sedile lato passeggero per 50 $. | N.D.          |
| 3   | San Paolo, Brasile                                       | Volkswagen Kombi                     | 18464 $ | 12174 $           | 13913 $           | 1304 $           | - Un esperto valuta che l'auto ha più dell'80% di pezzi originali e l'auto può essere registrata come auto da collezione.                                                                       | N.D.          |
| 3   | San Paolo, Brasile                                       | Willys Jeep                          | 19768 $ | 10000 $           | 10435 $           | 387 $            | - Il prezzo include due parafanghi anteriori. Costo della sostituzione - 65 $. | N.D.          |
| 3   | San Paolo, Brasile                                       | Chevrolet Opala                      | 20155 $ | 5217 $            | 6522 $            | 1319 $           | - L'auto viene lavata per 6 $. | N.D.          |
| 4   | Austin Texas, USA                                        | Chevrolet Corvette Stingray          | 21474 $ | 17000 $           | 22500 $           | 5060 $           | - Centralina originale sostituita con una elettronica che porta la potenza del motore da 145 a 195 cavalli - costo 440 $.                                                                       | N.D.          |
| 4   | Austin Texas, USA                                        | Chevrolet Apache                     | 26534 $ | 11000 $           | 14500 $           | 2560 $           | - Mike ricroma i paraurti e le luci per 900 $. | N.D.          |
| 4   | Austin Texas, USA                                        | Jaguar E-Type                        | 29094 $ | 16000 $           | N.D.              | N.D.             | - Installato un nuovo sistema frenante. - Costo totale intervento 5000 $. | N.D.          |
| 5   | Varsavia & Gdynia, Polonia                               | Jaguar E-Type                        | 29094 $ | 16000 $           | 37000 $           | 10000 $          | - Installato un nuovo sistema frenante. - Costo totale intervento 5000 $. | N.D.          |
| 5   | Varsavia & Gdynia, Polonia                               | Fiat 126p                            | 39094 $ | 1000 $            | 1833 $            | 333 $            | - Auto rivestita con pellicola adesiva per 500 $. - La Fiat viene venduta a un'asta a Varsavia.                                                                                                 | N.D.          |
| 5   | Varsavia & Gdynia, Polonia                               | GAZ-66                               | 39427 $ | 4000 $            | 4700 $            | 700 $            | - Mike vende un camion a un rivenditore militare in U.K. per telefono prima di averlo acquistato.                                                                                               | N.D.          |
| 6   | Milano & Mantova & Modena, (Italia) e Menton e (Francia) | Vespa Primavera 125 ET3              | 40127 $ | 4900 $            | 7000 $            | 1596 $           | - Carburatore ripulito. - Scooter lavato. - Costo totale delle operazioni 322 $. | N.D.          |
| 6   | Milano & Mantova & Modena, (Italia) e Menton e (Francia) | Lancia Delta Integrale Evoluzione II | 41723 $ | 35000 $           | 39200 $           | 3990 $           | - Acquistata a Menton, Francia. Sistemata una scheggiatura con pennello e vernice rossa. | N.D.          |
| 6   | Milano & Mantova & Modena, (Italia) e Menton e (Francia) | Ferrari 348 tb                       | 45378 $ | 44800 $           | N.D.              | N.D.             | N.D. | N.D.          |